# ラストクエスチョン
ラストクエスチョンとは、日本で活動していたアイドルグループである。キャッチコピーは「ロール・プレイング・アイドル」。
株式会社SCRAPにより結成されたアイドルグループパズルガールズの内部ユニットteam.?を発端とし、2015年2月25日から現在の名前に変更。ゲームをコンセプトに、世界をゲームで繋ぐRPI（ロール・プレイング・アイドル）として活動を続け、2023年6月24日の渋谷GUILTYで開催したラストワンマンライブ「LAST QUESTION ～可惜夜、最後は笑顔で～」をもって終幕した。

## メンバー

### ラストメンバー
| 名前     | よみがな     | ニックネーム | 役職           | 担当カラー | 在籍年月日                  | ステージデビュー日                        | 誕生日   | 血液型 | 出身地   | 身長  | 備考                                                                       |
| -------- | ------------ | ------------ | -------------- | ---------- | --------------------------- | ----------------------------------------- | -------- | ------ | -------- | ----- | -------------------------------------------------------------------------- |
| 桃井美鈴 | ももいみすず | みっすー     | 勇者→旅人→勇者 | 黄         | 2015年2月25日-2023年6月24日 | 2014年7月22日 (team.? ステージデビュー日) | 1月20日  | A型    | 神奈川県 | 160cm | オリジナルメンバー 第14期シーサイドイメージガール 明治ショコラアドバイザー |
| 月見むぎ | つきみむぎ   | むぎし       | 魔導士         | 紫         | 2016年12月6日-2023年6月24日 | 2017年1月22日                             | 11月10日 | A型    | 栃木県   | 159cm |                                                                            |

### 過去のメンバー
| 名前       | よみがな       | ニックネーム     | 役職           | 担当カラー     | 在籍年月日                   | ステージデビュー日                        | 誕生日  | 血液型 | 出身地 | 身長  | 備考                                                 |
| ---------- | -------------- | ---------------- | -------------- | -------------- | ---------------------------- | ----------------------------------------- | ------- | ------ | ------ | ----- | ---------------------------------------------------- |
| 浅川琴音   | あさかわことね | こっちゃん       | 戦士→旅人→戦士 | 赤             | 2015年2月25日-2017年9月16日  | 2014年7月22日 (team.? ステージデビュー日) | 5月22日 | O型    | 栃木県 | 155cm | オリジナルメンバー お笑いコンビ大吟嬢として活動中    |
| 安藤ひかる | あんどうひかる | ぽてこ・ひかるん | 僧侶           | 水色           | 2015年2月25日-2016年3月25日  | 2014年7月22日 (team.? ステージデビュー日) | 6月1日  | O型    | 東京都 | 163cm | オリジナルメンバー                                   |
| 南杏果     | みなみきょうか | きょーちゃん     | 踊り子         | ピンク         | 2015年2月25日-2016年3月25日  | 2014年10月13日 (team.? 加入日)            | 6月23日 | A型    | 東京都 | 153cm | オリジナルメンバー                                   |
| 矢野百合愛 | やのゆりあ     | ゆりあん         | 未定           | 未定           | 2016年3月25日-2017年7月9日   | 2016年8月21日                             | 1月11日 | O型    | 千葉県 | 不明  |                                                      |
| 中田灯里   | なかたあかり   | あかりん         | 遊び人         | 桃             | 2016年12月6日-2017年4月29日  | 2017年1月22日                             | 4月14日 | O型    | 福岡県 | 155cm | PiXCELLiA剣士＆プロデューサー 只野あかりとして活動中 |
| 瀬乃朋美   | せのともみ     | ともち           | 魔物使い       | ミントグリーン | 2016年12月6日-2017年4月29日  | 2017年1月22日                             | 6月17日 |        | 大阪府 | 152cm |                                                      |
| 御坂しのぐ | みさかしのぐ   | ぐみこ           | 盗賊           | 青             | 2017年10月22日-2021年6月26日 | 2017年11月12日                            | 8月26日 | A型    | 新潟県 | 159cm | フリーで活動中                                       |

## 歩み

### 2015年
- 2月24日、前身グループであるクエス？チョンの主催ライブ「いつか私の創る物語で泣いてくれますか」にて、ラストクエスチョンへの改名が発表される[1][2]。
- 4月16日、主催ライブ「LAST QUESTION INTERACTIVE LIVE vol.1」を道玄坂ヒミツキチラボにて開催。
- 7月10日、主催イベント「ネコミミ魔王と不思議なダンジョン」をSHIBUYA TSUTAYAにて開催。
- 8月13日、ラストクエスチョンをモチーフとしたリアル脱出ゲーム「僕と勇者の最後の7日間」[3] 初日を道玄坂ヒミツキチラボにて迎える[注 1]。東京での全公演終了後には名古屋・大阪でも開催した。
- 8月29日、謎解きリアルRPG「こども勇者の大冒険！」を渋谷TODビルにて開催[4]。
- 9月9日、主催ライブ「MMF VSSeries」を代官山LOOPにて開始。
- 9月14日、ボードゲームCD制作プロジェクトをクラウドファンディングサイトCAMPFIREにて公開[5]。
- 9月15日、主催ライブ「LAST QUESTION INTERACTIVE LIVE vol.2 サイバーダンジョンvs300人の魔法使い」を渋谷WWWにて開催[6]。
- 10月31日、ボードゲームCD制作プロジェクトの募集が完了、2,707,000円の資金を集めた。
- 12月16日、ボードゲームCDミニリリースパーティーを代官山LOOPにて開催[7]。
- 12月23日、1stアルバム「QUEST」発売[8]。

### 2016年
- 1月13日、主催ライブ「ラストクエスチョンvs悪の総帥ワイ・ピカデリー頂上決戦「ここでつまづいたら死ぬしかないっ！」」を渋谷クラブクアトロにて開催[9][10]。
- 2月29日、SCRAPとの契約が終了、特定の事務所に所属せずフリーとして活動を開始[11]。
- 3月25日、主催ライブ「平成28年卒業式スペシャルライブ 僧侶*サヨナラじゃなくてグッドバイ*／踊り子*I will go my way*」を新大久保unique LABORATORYにて開催、安藤ひかる・南杏果が卒業。また、矢野百合愛の加入が発表される。
- 4月22日、矢野百合愛が怪我により4月24日のお披露目イベントが延期。イベント自体は桃井美鈴・浅川琴音の役職査定面接チャレンジへと変更[12]。
- 4月24日、主催イベント「現メンバー勇者&戦士の役職査定面接チャレンジ！！！！」を新宿ネイキッドロフトにて開催。桃井美鈴・浅川琴音が勇者・戦士の役職を失職、両者共に旅人となる[13]。
- 5月23日、「ラストクエスチョンのばんぐみ。」放送開始。
- 5月29日、ソロアイドルKOTOとの共同主催ライブ「コトクエフェス」をアーツ千代田3331にて開催[14][15]。
- 6月26日、主催イベント「桃井美鈴(旅人)&浅川琴音(旅人)役職査定面接リベンジマッチ！！！」を新宿ネイキッドロフトにて開催、両者共に勇者・戦士へ復職する。
- 8月21日、主催ライブ「ラストクエスチョンの本当は夏フェス焼けしたかった！」を王子BASEMENT MONSTARにて開催[16]。矢野百合愛が限定的ながらステージに立つ。
- 10月11日、矢野百合愛の病状が芳しくない事により、無期限活動休止となる[17]。
- 10月29日、仙台高等専門学校《高専祭》限定謎解きライブ「賢者と魔法のステッキ～学園滅亡まであと30分～」を仙台高等専門学校広瀬キャンパスにて開催[18]。
- 11月15日、新メンバーオーディションを開始[19]。
- 12月6日、新メンバーオーディション終了。中田灯里・月見むぎ・瀬乃朋美加入[20]。
- 12月12日、新曲「パーティ」リリース。楽曲提供者であるサカモト教授との2マンライブを下北沢THREEにて開催[21]。
- 12月19日、「ラストクエスチョンのばんぐみ。」放送終了。2017年からは「ラストクエスチョンのちゃんねる」となる。

### 2017年
- 1月18日、「ラストクエスチョンのちゃんねる」放送開始。中田灯里・月見むぎ・瀬乃朋美3人の役職・担当カラーが公開された。
- 1月22日、主催ライブ「桃井美鈴生誕祭～勇者の日。2人の時間～」を渋谷LUSHにて開催。桃井美鈴・浅川琴音2人体制最後のライブとなった。
- 同日、主催ライブ「新体制お披露目ライブ」を渋谷LUSHにて開催。中田灯里・月見むぎ・瀬乃朋美3人を加えた5人体制最初のライブとなった。
- 1月23日、肩書きを謎解きRPGアイドルからRPGアイドルに変更。
- 2月25日、運営体制の変更を発表。2月24日をもって吉村さおりがプロデューサーからアドバイザーとして関わる事になり、ラストクエスチョンは完全な自主運営となる。
- 2月26日、新運営体制として初の主催ライブ「ラスクエと導かれし者たち」を池袋KINGSX TOKYOにて4月29日と4月30日の2日間開催する事を発表。また、キャッチコピーを「あなたと旅するパーティ」から「ロール・プレイング・アイドル」に変更。
- 3月18日、主催イベント「はじめてのお給仕クエスト」をめいどりーみん新宿東口店にて3日間開催。
- 4月22日、主催イベント「突発決起集会」「遊び人生誕祭」を横浜スリーエスにて開催。また、当日夜に中田灯里・瀬乃朋美の2名が、4月29日の主催フェス昼公演で卒業する事が発表された。
- 4月29日、主催ライブ「ラスクエと導かれし者たち」2公演を池袋KINGSX TOKYOにて開催。昼公演にて中田灯里・瀬乃朋美の2名が卒業した。
- 4月30日、主催ライブ「ラスクエと導かれし者たち」2公演を池袋KINGSX TOKYOにて開催。昼公演にて楽曲「ラブゾーマ」が初披露される。[22]
- 5月27日、主催イベント「THE ASAKAWAM＠STAR」を横浜スリーエスにて開催。
- 6月25日、主催ライブ「ラストクエスチョンtoプチワンマン」を下北沢BASEMENT BARにて開催。[23] 夏用装備「はっぴぃなふく」を初披露すると共に、9月16日に初の無銭ワンマンライブを渋谷THE GAMEにて開催する事を発表。
- 7月7日、「ラブゾーマ」が複数の音楽配信サイトにて配信開始。[24]
- 7月9日、矢野百合愛がラストクエスチョンを卒業。[25]
- 8月1日、公式サイトをリニューアル。URLがhttp://last-question.com/に変更された。[26]
- 8月7日、浅川琴音が9月16日の無銭ワンマンライブにてラストクエスチョンを卒業する事を発表。[27]
- 8月20日、主催イベント「神宮外苑花火大会 with アイドル縁日」を都内某所にて開催。
- 9月16日、主催ライブ「ラストクエスチョンとウマミミ魔王軍」を渋谷THE GAMEにて開催。新装備「あさのふく」、楽曲「えすけーぷ」「デビルーマのダンジョン」「レポセのパン屋」が初披露された。また、このライブをもって浅川琴音がラストクエスチョンから卒業した。
- 9月28日、主催ライブ「魔導士･月見むぎ生誕祭2017【有為転変】」の開催[28]、主催イベント「ラスクエなりの運動会！(仮)」の開催[29]、一部楽曲の封印[30]、新メンバー御坂しのぐ加入の発表がされた。御坂しのぐはラスクエなりの運動会！(仮)にて初お披露目となる。
- 10月22日、主催イベント「ラスクエなりの運動会！(仮)」をアーツ千代田3331にて開催。新メンバー御坂しのぐのお披露目イベントとなり、総合順位が3位だったことにより職業が盗賊に決定した。
- 11月11日、主催ライブ「魔導士･月見むぎ生誕祭2017【有為転変】」を足利ライブハウス大使館にて開催。桃井美鈴・月見むぎ2人体制での最後のライブとなると同時に、「HAPPY BIRTHDAY」「愛されたい！」「START!」「ラストクエスチョン」「GOAL」の5曲が封印された。
- 11月12日、主催ライブ「ラストクエスチョン新体制お披露目ライブ」を新宿SAMURAIにて開催。御坂しのぐ初ステージとなり、2018年4月30日にワンマンライブを渋谷GUILTYにて開催する事を発表。
- 12月10日、主催ライブ「ラストクエスチョン～第一章 1-1 天下一武闘会！～」を新宿Nine Spicesにて開催。出演グループを3つの種目で競わせ、総合順位によって出演順・持ち時間が決定する取り組みを行った。
- 12月31日、主催イベント「ラストクエスチョン年越しイベント 1-X †悔い改めて2017-2018†」を原宿Social Lounge Ajitoにて開催。

### 2018年
- 1月7日、主催イベント「ラストクエスチョン 1-2 《新春のおよろこび申し上げます》」1部・2部を赤坂SO-DAにて開催。
- 1月21日、主催イベント「勇者☆桃井美鈴生誕祭2018《1-3 いつか帰るところ》」1部を横浜スリーエスにて、2部を横浜某所にて開催。
- 1月24日、「ヒミツキチラボ presents 大実験LIVE!!!!」にて楽曲「マジックアワー」を初披露。
- 1月27日、「しずくだうみが誕生日を祝わせる会'18 ～ドレスコードはパジャマです～」にて楽曲「Proceed」を初披露。
- 2月7日、主催イベント「リアルRPGゲーム 1-4 バレンタインRPGクエスト2018～金のチョコレートを手に入れろ～」を東京ミステリーサーカス4F ヒミツキチラボ(小ホール)にて開催。
- 2月8日、「マジックアワー」「ラブゾーマ(New ver)」の2曲がOTOTOYから配信開始。2月12日からは複数の音楽配信サイトにて配信開始。
- 2月18日、主催ライブ「ラスクエ主催1-5『バレンタインなんてクソイベだ！』」を町田Nutty’sにて開催。
- 3月1日、CHEERZ for スゴ得にて御坂しのぐがコラム投稿を開始[31]。
- 3月9日、CHEERZ for スゴ得にて月見むぎがコラム投稿を開始。
- 3月31日、主催イベント「1-🌸 花より団子よりラスクエちゃん」を名古屋鶴舞公園にて開催。
- 4月2日、「劇団コラソン 第54回公演『あさひの挑戦状8』」にて駿河屋4月度ピックアップアーティストに選出される。
- 4月7日、楽曲「？～クエスチョン～」がJOYSOUNDでの配信を開始[32]。
- 4月22日、「FRINGE IDOL FESTIVAL vol.5 ～金一点祭～」にて楽曲「夜アド～深夜2時のアドベンチャー～」を初披露。
- 4月29日、「ラストクエスチョンワンマン前夜祭」を駿河屋秋葉原アニメ・ホビー館にて開催。同店の1日店長を担当した。
- 4月30日、CHEERZ for スゴ得にて桃井美鈴がコラム投稿を開始。
- 4月30日、主催ライブ「ラストクエスチョン～第一章 知恵と魔法と剣と呪われた王子～」を渋谷GUILTYにて開催。2018年秋のアルバムリリース決定等、多数の発表がされた[33]。
- 5月3日、「ヨコハマカワイイパーク」3日間のうち5月3日のヨコハマカワイイパレード、5月4日のヨコハマカワイイステージに出演。また、謎解きイベントの制作を行った。
- 5月19日、主催イベント「ラストクエスチョン第2章 2-1 奇跡を辿る 奇跡を待つなら」を池袋カジュアライズにて開催。
- 5月29日、御坂しのぐが一時活動休止となる。
- 6月22日、「ひつじフェスvol.1」から御坂しのぐが復帰。
- 7月1日、ラストクエスチョンの道具屋 webばーじょんを開設。4月30日のワンマンライブを収録したDVDの予約が開始された。
- 7月10日、オリジナルゲームアプリ制作のためのクラウドファンディングを開始。[34][35][36]
- 8月26日、主催ライブ「盗賊pre.きみのためなら死ねる 2-2-1 ～帰ってきた天下一～」、主催イベント「2-2-2 きみのためなら死ねる～トライフォースに願いを〜」を新宿SAMURAIにて開催。11月10日に桃井美鈴・月見むぎ・御坂しのぐ3人体制開始から1周年を記念したライブ[37][38]、月見むぎ生誕イベント「2-4-2 魔導士生誕祭2018『水滴石穿』」の2公演を行う事を発表した。1周年記念ライブでは新アルバムの販売も開始する。
- 8月31日、オリジナルゲームアプリ制作のためのクラウドファンディング募集が終了。100万円の目標に対し、224%を達成した。これによりゲームアプリ「LAST QUEST -ラストクエスト-」が制作された。
- 9月2日、主催イベント「ラスクエ主催2-3 残暑お見舞い申し上げます」を表参道ノートルスタジオにて開催。
- 10月13日、主催ライブ「2-3 望命」を新宿FATEにて開催。
- 10月20日、LAST QUEST出資者向けのリターン「リアル冒険ツアー」を2日間開催。[39]
- 11月10日、主催ライブ「2-4-1 ラストクエスチョン現体制1周年&アルバム発売記念ライブ『LIFE POINT』」を渋谷CYCLONEにて開催。新体制初のアルバム「LIFE POINT」が発売された。[40][41][42]
- 11月10日、主催イベント「2-4-2 魔導士生誕祭2018『水滴石穿』」を渋谷Aurraにて開催。LAST QUESTの配信告知が行われた。[43]
- 12月9日、主催ライブ「2-5 JACK POT-poker-」を新宿SAMURAIにて開催。楽曲「虹色メモワール」を初披露した。
- 12月31日、主催イベント「2-X 悔い改めて 2018-2019 1部」を新宿Bar C-rystalにて開催。

### 2019年
- 1月1日、主催イベント「2-X 悔い改めて 2018-2019 2部」を新宿BAR ATHENAにて開催。
- 1月5日、中山競馬場ベンジャミンプラザで行われた、日刊スポーツ主催の中山金杯予想会に参加。[44][45]
- 1月10日、主催イベント「2-🎍 突然ですが、年明けだし新年会がやりたいのですが。」を神田Patiaにて開催。
- 1月20日、主催ライブ「2-6 JACK POT-blackjack-(勇者生誕)」を新宿SAMURAIにて開催。楽曲「ヘイワドュウォ？」を初披露した。
- 1月20日、主催イベント「2-6-2【Lv.27 勇者生誕 ～花嫁より勇者のほうが私らしいけど結婚願望はあります～】」を渋谷event lounge warpにて開催。
- 2月10日、主催ライブ「2-7 JACK POT-roulette-」を新宿MARZにて開催。楽曲「スカーレット ルーレット」を初披露した。
- 3月16日、主催ライブ「2-8 JACK POT-craps-」を渋谷ミルキーウェイにて開催。楽曲「save&load」を初披露した。
- 3月24日、主催イベント「2-🌸 花より団子よりラスクエちゃんin京都」を京都梅小路公園にて開催。
- 4月19日、「虹色メモワール」がOTOTOYから無料配信開始。
- 4月20日、主催イベント「TIQ5位1009！花より団子よりラスクエちゃんin東京」を上野恩賜公園にて開催。
- 4月27日、主催ライブ「2-9 JACK POT-baccarat-」を渋谷ミルキーウェイにて開催。楽曲「HEROズ」を初披露した。
- 5月3日、「ヨコハマカワイイパーク」3日間のうち5月3日のヨコハマカワイイパレード、5月5日のヨコハマカワイイステージに出演。また、謎解きイベントの制作を行った。[46]
- 5月11日、主催ライブ「2-FINAL JACK POT-last bet-」を渋谷WOMBにて開催。楽曲「Believer」を初披露した。またチケット販売枚数が350枚を超えたため、楽曲「ラストクエスチョン」が復活した。[47]
- 6月24日、主催イベント「3-0.5 JACK POT-after- 第3章出陣式」を池袋カジュアライズにて開催。5月11日の2ndワンマンライブDVD、新グッズラバーバンドの販売を開始した。
- 8月10日、主催イベント「3-1打ち上げ花火、テレビで見るか？横から見るか？」を四谷サロンヌアージュにて開催。
- 8月24日、主催イベント「3-2 御坂しのぐ生誕祭 俺の生誕を越えてゆけ」を池袋レンタルスペース24にて開催。
- 9月11日、ミニアルバム「777」を発売。読み方はラッキーセブン、ラストクエスチョン初の全国流通盤となった。[48][49]
- 9月28日、主催イベント「3-3 いまこそモモイがかがやくとき！」を新宿レッドノーズにて開催。
- 10月19日、主催ライブ「3-4 フォーサイド」を南船場地下一階にて開催。[50]
- 10月28日、主催イベント「3-🎃 ラスクエなりのハロウィン〜絶体絶命！明かりはiPhoneだけ！？〜」を池袋FICTIONにて開催。
- 11月10日、主催イベント「魔導士生誕2019 生生世世～聖地巡礼～」を栃木県足利市にて開催。
- 11月23日、主催ライブ「3-5 ムーンサイド」を青山月見ル君想フにて開催。楽曲「トライアングル」を初披露した。また2020年2月24日に主催ライブ「RPF (ロールプレイングフェス)」を目黒鹿鳴館にて開催する事を発表した。[51]
- 11月23日、主催イベント「魔導士生誕2019 生生世世～TOKYO～」を京橋ララサロンにて開催。

### 2020年
- 1月19日、主催ライブ「3-6 勇者生誕2020 1部【Lv.28 その強さがあれば全てを守れると思った】」を神楽坂神楽音にて開催。桃井美鈴ソロ名義m&mのプレお披露目が行われ、楽曲「2nd Prologue」「トワイライト」を初披露した。[52]
- 1月19日、主催イベント「3-6 勇者生誕2020 2部【Lv.28 お茶を飲んだら また出発だ】」を神楽坂香音里にて開催。
- 2月24日、主催ライブ「3-7 RPF (ロールプレイングフェス)」を目黒鹿鳴館にて開催。5月27日にシングル「トライアングル/ラストクエスチョン」を発売する事を発表した。[53]
- 3月28日、新型コロナウイルスの影響により、5月27日に予定していたシングル「トライアングル/ラストクエスチョン」の発売を、6月24日に延期することを発表した。
- 4月5日、4月20日、4月26日、「週末何してますか？在宅ですか？ラスクエ昼呑み配信見ませんか？」をインターネット配信した。
- 6月7日、「近況報告会議」をインターネット配信した。
- 6月13日、「そろそろライブが恋しくなってきた vol.1」を新宿SAMURAIからインターネット配信した。
- 6月17日、「そろそろライブが恋しくなってきた vol.2」を下北沢ERAからインターネット配信した。
- 6月20日、「トライアングル/ラストクエスチョン インターネットサイン会」を都内某所から配信した。
- 6月24日、シングル「トライアングル/ラストクエスチョン」を発売した。また「発売記念LIVE&インターネット特典会」をヴィレッジヴァンガード渋谷本店からインターネット配信した。
- 7月11日、「サワソニ44 キャンプ」にて楽曲「ときめく夏のメモリズム」を初披露した。この時は正式タイトルが決まっていなかった。
- 8月5日、ラストクエスチョン公式YouTubeにて定期更新を開始した。
- 8月23日、「ぐみこのお誕生日会」をインターネット配信した。
- 8月26日、主催ライブ「とある盗賊の生誕儀礼」を新宿SAMURAIにて開催。
- 9月5日、「トライアングル」のMVをラストクエスチョン公式YouTubeにて公開した。また「トライアングル/ラストクエスチョン」の配信を各種音楽配信サイトにて開始した。
- 9月20日、主催ライブ「3-8 長月の舞踏会」を新宿SAMURAIにて開催。
- 10月17日、主催ライブ「3-9  Red String!」を新宿SAMURAIにて開催。
- 11月14日、主催イベント「ラスクエの宿屋inSAMURAI」主催ライブ「魔導士・月見むぎ生誕祭 人間青山」を新宿SAMURAIにて開催。
- 12月24日、主催ライブ「3-10 X'mas party!」を新宿SAMURAIにて開催。
- 12月30日、「こんな時代だしリモート忘年会しませんか？」をインターネット配信した。

### 2021年
- 1月4日、「オンラインチェキセッション」をインターネット配信した。
- 1月5日、「こんな時代だしリモート新年会しませんか？」をインターネット配信した。
- 1月20日、配信ワンマンライブ「集え!!ラスクエの使徒」を新宿SAMURAIからインターネット配信した。
- 2月27日、主催ライブ「勇者・桃井美鈴生誕祭『閃光のように…!!!』」を新宿SAMURAIにて開催。楽曲「SPAAAARK!!」を初披露した。
- 2月27日、桃井美鈴主催イベント「ももいさんの好きなことをする会」を神保町アソビCafeにて開催。
- 3月9日、主催イベント「ラスクエの宿屋～6ヶ月のぼうけんのしょ～」を新宿SAMURAIにて開催。同日にいつか僕らのMVがラストクエスチョンYouTubeアカウントにて正式公開された。
- 4月3日、「サワソニ49 2部」にて楽曲「おっちょこちょい」を初披露した。
- 4月17日、主催イベント「3-11 I ラスクエの大決算」主催ライブ「3-11 II ラスクエデキルカナ？」を新宿SAMURAIにて開催。
- 5月4日、主催ライブ「3-12 TOYBOX」を新宿SAMURAIにて開催。
- 6月22日、6月26日の主催ライブ「3-13 #BFF (NIGHT)」にて御坂しのぐがラストクエスチョンを卒業することを発表。
- 6月26日、主催ライブ「3-13 #BFF (DAY)」「3-13 #BFF (NIGHT)」を新宿SAMURAIにて開催、この日をもって御坂しのぐがラストクエスチョンから卒業した。
- 7月25日、主催ライブ「3-14 ROAD TO BAND ～新宿SAMURAIからの挑戦状～」を新宿SAMURAIにて開催、メンバー自ら演奏するバンド「now loadings」によるいつか僕らが披露され、即日解散した。
- 8月8日、主催イベント「ラスクエの宿屋 12ヶ月のぼうけんのしょ」を新宿SAMURAIにて開催、おっちょこちょいのMVが先行公開された。なお、同日18時にラストクエスチョンYouTubeアカウントにて正式公開された。
- 10月7日、「サムライからの果たし状」にて楽曲「Reonett」を初披露した。
- 10月23日、「ラスクエデキルカナ？-online-」を都内某所から配信した。
- 11月3日、主催ライブ「4-1 リロード」[54]「魔導士生誕祭 『露往霜来』」を目黒鹿鳴館にて開催。新衣装と楽曲「夢遊プレイヤー」「逃避行」「moonlight」を初披露した。
- 12月4日、主催イベント「4-2 ラスクエの宿屋～名古屋に想いを馳せて～」を池袋FICTIONにて開催。

### 2022年
- 1月22日、主催ライブ「勇者生誕・あきらめたらそこで偶像終了だよ」を目黒鹿鳴館にて開催。楽曲「Never Ending Story」「リアルアドベンチャー」「Promise」を初披露した。また月見むぎソロ楽曲「moonlight」のダウンロード販売を開始した。
- 3月2日、主催ライブ「ラスクエ大感謝祭 to 新宿SAMURAI〜SAMURAIにありがとうって伝えたいんだ、ずっと。〜」を新宿SAMURAIにて開催。
- 3月3日、各種音楽配信サイトにて楽曲「Reonett」の配信が開始された。
- 3月10日、各種音楽配信サイトにて楽曲「おっちょこちょい」の配信が開始された。
- 3月17日、各種音楽配信サイトにて楽曲「ときめく夏のメモリズム」の配信が開始された。
- 3月24日、各種音楽配信サイトにて楽曲「SPAAAARK!!」の配信が開始された。
- 4月2日、主催ライブ「サムライとラスクエおんがくたい」を新宿SAMURAIにて開催。
- 7月24日、主催イベント「4-3 ラスクエBBQ～肉焼きクエスト～」を神奈川県某所にて開催。
- 9月8日、限定シングルCD「最近旅の調子はどうだい？」発売開始。また同日に9月14日・10月9日の主催について発表した。
- 9月14日、主催イベント「4-4 ラスクエの宿屋 すぺしゃる！」をSHIBUYA109 LIVE TV ハチスタで開催。最近旅の調子はどうだい？収録曲のジャケットデザイン缶バッジ4種をくじ引き販売した。また11月12日の魔導士生誕祭、2023年1月15日の勇者生誕祭開催を発表した。
- 10月9日、主催ライブ「ラスクエ×FiDZ 決死の2マンライブ 『4-5 旅の途中』」を西永福JAMにて開催。
- 10月31日、主催イベント「4-6 LQ HALLOWEEN TAKOYAKI PARTY」を池袋FICTIONにて開催。
- 11月12日、主催ライブ「魔導士生誕祭 『邯鄲之夢』」を目黒鹿鳴館にて開催。楽曲「バグルバグル」を初披露した。また2023年2月19日にRPFを目黒鹿鳴館にて、2023年3月21日にワンマンライブを渋谷WOMBにて開催することを発表した。
- 12月24日、各種音楽配信サイトにて楽曲「Never Ending Story」の配信が開始された。
- 12月31日、各種音楽配信サイトにて楽曲「逃避行」の配信が開始された。

### 2023年
- 1月7日、各種音楽配信サイトにて楽曲「夢遊プレイヤー」の配信が開始された。
- 1月14日、各種音楽配信サイトにて楽曲「promise」の配信が開始された。
- 1月15日、主催ライブ「勇者生誕祭 『最後かもしれないだろ？だから全部話しておきたいんだ』」を目黒鹿鳴館にて開催。
- 1月20日、桃井美鈴ソロ楽曲「リアルアドベンチャー」のダウンロード販売を開始した。
- 2月13日、「ラスクエデキルカナ？-online-」を都内某所から配信した。
- 2月19日、主催ライブ「【Role Playing Fes】(RPF)」を目黒鹿鳴館にて開催。
- 2月23日、「ラスクエデキルカナ？-online-」を都内某所から配信した。
- 3月3日、主催ライブ「ラスクエデキルカナ？-EX stage-」を新宿SAMURAIにて開催。
- 3月21日、主催ライブ「マジカント」を渋谷WOMBにて開催。新衣装、楽曲「マジカント」「魔法の歌」を初披露した。また4月27日にラストアルバム「LAST」発売、5月3日4日に主催ライブ開催、6月24日のワンマンライブ「LAST QUESTION ～可惜夜、最後は笑顔で～」にてラストクエスチョンを終幕することを発表した[55]。
- 4月25日、桃井美鈴がスギ花粉の攻撃で「鼻づまり状態」となりレコーディングが滞ったため、アルバム「LAST」の発売日を5月17日に延期したことを発表した。
- 5月3日、主催ライブ「ふるさと回遊旅～勇者編～」を横須賀ヤンガーザンイエスタディで開催。
- 5月4日、主催ライブ「ふるさと回遊旅～魔導士編～」1部、2部を足利ライブハウス大使館で開催。
- 5月17日、アルバム「LAST」を発売した。また楽曲「バグルバグル」の配信が開始された。[56][57]
- 5月18日、DVD「3.21 WOMBワンマンDVD」をラストクエスチョンの道具屋 webばーじょんにて販売開始した。
- 5月27日、主催イベント「るなほしとラスクエのもつ鍋会in博多」を福岡県福岡市にて開催。
- 6月17日、主催ライブ「ラスクエの宿屋 -LAST BATTLE-」を新宿SAMURAIにて開催。
- 6月22日、主催イベント「ラスクエの宿屋 -最後の晩餐-」を池袋FICTIONにて開催。
- 6月24日、ラストワンマンライブ「LAST QUESTION ～可惜夜、最後は笑顔で～」を渋谷GUILTYにて開催。8年4ヶ月の活動に幕を閉じた。

## ディスコグラフィー

### シングル

#### シングルリスト
| #  | タイトル                          | 発売日         | レーベル            | 規格品番  | 備考                                                                                                  |
| -- | --------------------------------- | -------------- | ------------------- | --------- | --- |
| 1  | MUSIC-CARD Lv,1                   | 2016年12月12日 | -                   | -         | コンテンツカードでの提供                                                                              |
| 2  | ラブゾーマ                        | 2017年7月7日   | -                   | -         | 音楽配信サイトでの提供 桃井美鈴・浅川琴音・月見むぎ3人での歌唱                                        |
| 3  | マジックアワー                    | 2018年2月8日   | -                   | -         | 音楽配信サイトでの提供                                                                                |
| 4  | ラブゾーマ(New ver)               | 2018年2月8日   | -                   | -         | 音楽配信サイトでの提供 桃井美鈴・月見むぎ・御坂しのぐ3人での歌唱                                      |
| 5  | Proceed                           | 2018年4月30日  | -                   | -         | 2018年4月30日のワンマンライブチケット販売200枚達成により発売開始                                      |
| 6  | トライアングル/ラストクエスチョン | 2020年6月24日  | Role Playing Record | RPREC-002 | ジャケットイラストは公募により決定 表：モモサン 裏：宮内夏季 御坂しのぐ卒業に伴いトライアングルは封印 |
| 7  | moonlight                         | 2022年1月22日  | Role Playing Record | -         | ラストクエスチョンの道具屋 webばーじょんでの提供 月見むぎソロ楽曲                                     |
| 8  | Reonett                           | 2022年3月3日   | Role Playing Record | -         | 音楽配信サイトでの提供 読み方は「りおねっと」                                                         |
| 9  | おっちょこちょい                  | 2022年3月10日  | Role Playing Record | -         | 音楽配信サイトでの提供                                                                                |
| 10 | ときめく夏のメモリズム            | 2022年3月17日  | Role Playing Record | -         | 音楽配信サイトでの提供                                                                                |
| 11 | SPAAAARK!!                        | 2022年3月24日  | Role Playing Record | -         | 音楽配信サイトでの提供                                                                                |
| 12 | 最近旅の調子はどうだい？          | 2022年9月8日   | Role Playing Record | -         | リリース当初はイベント・ライブ等の物販でのみ販売                                                      |
| 13 | Never Ending Story                | 2022年12月24日 | Role Playing Record | -         | 音楽配信サイトでの提供                                                                                |
| 14 | 逃避行                            | 2022年12月31日 | Role Playing Record | -         | 音楽配信サイトでの提供                                                                                |
| 15 | 夢遊プレイヤー                    | 2023年1月7日   | Role Playing Record | -         | 音楽配信サイトでの提供 読み方は「ゆめあそびぷれいやー」                                               |
| 16 | promise                           | 2023年1月14日  | Role Playing Record | -         | 音楽配信サイトでの提供 楽曲初出時は「Promise」だった                                                  |
| 17 | リアルアドベンチャー              | 2023年1月20日  | Role Playing Record | -         | ラストクエスチョンの道具屋 webばーじょんでの提供 桃井美鈴ソロ楽曲                                     |
| 18 | バグルバグル                      | 2023年5月17日  | Role Playing Record | -         | 音楽配信サイトでの提供                                                                                |

#### 収録曲

##### MUSIC-CARD Lv,1
| #         | タイトル               | 作詞         | 作曲         | 編曲         | 時間 |
| --------- | ---------------------- | ------------ | ------------ | ------------ | ---- |
| 1.        | 「パーティ」           | 吉村さおり   | サカモト教授 | サカモト教授 | 5:09 |
| 2.        | 「ぼうけんをしょ！」() | ナンブヒトシ | らっぷびと   | K's          | 4:41 |
| 合計時間: | 合計時間:              | 合計時間:    | 合計時間:    | 合計時間:    | 9:50 |

##### ラブゾーマ
| #         | タイトル       | 作詞                         | 作曲               | 編曲               | 時間 |
| --------- | -------------- | ---------------------------- | ------------------ | ------------------ | ---- |
| 1.        | 「ラブゾーマ」 | ヴィーナス・シンコ(エコ怪獣) | ヴィーナス・シンコ | ヴィーナス・シンコ | 3:50 |
| 合計時間: | 合計時間:      | 合計時間:                    | 合計時間:          | 合計時間:          | 3:50 |

##### マジックアワー
| #         | タイトル           | 作詞       | 作曲                             | 編曲      | 時間 |
| --------- | ------------------ | ---------- | -------------------------------- | --------- | ---- |
| 1.        | 「マジックアワー」 | ゆーきゃん | ゆーきゃん・和田直樹(空中ループ) | 和田直樹  | 5:05 |
| 合計時間: | 合計時間:          | 合計時間:  | 合計時間:                        | 合計時間: | 5:05 |

##### ラブゾーマ(New ver)
| #         | タイトル                | 作詞                         | 作曲               | 編曲               | 時間 |
| --------- | ----------------------- | ---------------------------- | ------------------ | ------------------ | ---- |
| 1.        | 「ラブゾーマ(New ver)」 | ヴィーナス・シンコ(エコ怪獣) | ヴィーナス・シンコ | ヴィーナス・シンコ | 3:50 |
| 合計時間: | 合計時間:               | 合計時間:                    | 合計時間:          | 合計時間:          | 3:50 |

##### Proceed
| #         | タイトル         | 作詞                         | 作曲                             | 編曲               | 時間  |
| --------- | ---------------- | ---------------------------- | -------------------------------- | ------------------ | ----- |
| 1.        | 「Proceed」()    | しずくだうみ                 | しずくだうみ・藤本薪             | 藤本薪             | 4:20  |
| 2.        | 「ラブゾーマ」   | ヴィーナス・シンコ(エコ怪獣) | ヴィーナス・シンコ               | ヴィーナス・シンコ | 3:52  |
| 3.        | 「遠い橋まで」() | ゆーきゃん                   | ゆーきゃん・和田直樹(空中ループ) | 和田直樹           | 4:56  |
| 合計時間: | 合計時間:        | 合計時間:                    | 合計時間:                        | 合計時間:          | 13:08 |

##### トライアングル/ラストクエスチョン
| #         | タイトル                      | 作詞          | 作曲          | 編曲          | 時間  |
| --------- | ----------------------------- | ------------- | ------------- | ------------- | ----- |
| 1.        | 「トライアングル」()          | ぼーかりおどP | ぼーかりおどP | ぼーかりおどP | 4:19  |
| 2.        | 「ラストクエスチョン」        | きださおり    | 松隈ケンタ    | 松隈ケンタ    | 4:32  |
| 3.        | 「トライアングル (inst)」     | -             | ぼーかりおどP | ぼーかりおどP | 4:20  |
| 4.        | 「ラストクエスチョン (inst)」 | -             | 松隈ケンタ    | 松隈ケンタ    | 4:34  |
| 合計時間: | 合計時間:                     | 合計時間:     | 合計時間:     | 合計時間:     | 17:45 |

##### moonlight
| #         | タイトル      | 作詞      | 作曲      | 編曲      | 時間 |
| --------- | ------------- | --------- | --------- | --------- | ---- |
| 1.        | 「moonlight」 | 月見むぎ  | uma       | uma       | 4:29 |
| 合計時間: | 合計時間:     | 合計時間: | 合計時間: | 合計時間: | 4:29 |

##### Reonett
| #         | タイトル      | 作詞      | 作曲      | 編曲      | 時間 |
| --------- | ------------- | --------- | --------- | --------- | ---- |
| 1.        | 「Reonett」() | mihako    | mihako    | mihako    | 3:48 |
| 2.        | 「reload」    | -         | mihako    | mihako    | 2:11 |
| 合計時間: | 合計時間:     | 合計時間: | 合計時間: | 合計時間: | 5:59 |

##### おっちょこちょい
| #         | タイトル               | 作詞      | 作曲      | 編曲      | 時間 |
| --------- | ---------------------- | --------- | --------- | --------- | ---- |
| 1.        | 「おっちょこちょい」() | SAWA      | SAWA      | SAWA      | 3:59 |
| 合計時間: | 合計時間:              | 合計時間: | 合計時間: | 合計時間: | 3:59 |

##### ときめく夏のメモリズム
| #         | タイトル                     | 作詞      | 作曲      | 編曲      | 時間 |
| --------- | ---------------------------- | --------- | --------- | --------- | ---- |
| 1.        | 「ときめく夏のメモリズム」() | 桃井美鈴  | J.K≒3.0   | J.K≒3.0   | 4:23 |
| 合計時間: | 合計時間:                    | 合計時間: | 合計時間: | 合計時間: | 4:23 |

##### SPAAAARK!!
| #         | タイトル         | 作詞      | 作曲         | 編曲         | 時間 |
| --------- | ---------------- | --------- | ------------ | ------------ | ---- |
| 1.        | 「SPAAAARK!!」() | 桃井美鈴  | 加賀爪タッド | 加賀爪タッド | 3:26 |
| 合計時間: | 合計時間:        | 合計時間: | 合計時間:    | 合計時間:    | 3:26 |

##### 最近旅の調子はどうだい？
| #         | タイトル                     | 作詞      | 作曲         | 編曲         | 時間  |
| --------- | ---------------------------- | --------- | ------------ | ------------ | ----- |
| 1.        | 「Reonett」()                | mihako    | mihako       | mihako       | 3:51  |
| 2.        | 「おっちょこちょい」()       | SAWA      | SAWA         | SAWA         | 4:02  |
| 3.        | 「ときめく夏のメモリズム」() | 桃井美鈴  | J.K≒3.0      | J.K≒3.0      | 4:25  |
| 4.        | 「SPAAAARK!!」()             | 桃井美鈴  | 加賀爪タッド | 加賀爪タッド | 3:26  |
| 合計時間: | 合計時間:                    | 合計時間: | 合計時間:    | 合計時間:    | 15:18 |

##### Never Ending Story
| #         | タイトル               | 作詞      | 作曲      | 編曲      | 時間 |
| --------- | ---------------------- | --------- | --------- | --------- | ---- |
| 1.        | 「Never Ending Story」 | SAWA      | SAWA      | SAWA      | 4:00 |
| 合計時間: | 合計時間:              | 合計時間: | 合計時間: | 合計時間: | 4:00 |

##### 逃避行
| #         | タイトル   | 作詞      | 作曲                     | 編曲      | 時間 |
| --------- | ---------- | --------- | ------------------------ | --------- | ---- |
| 1.        | 「逃避行」 | 月見むぎ  | 高橋慶(ストロボサイダー) | 高橋慶    | 4:10 |
| 合計時間: | 合計時間:  | 合計時間: | 合計時間:                | 合計時間: | 4:10 |

##### 夢遊プレイヤー
| #         | タイトル           | 作詞      | 作曲              | 編曲              | 時間 |
| --------- | ------------------ | --------- | ----------------- | ----------------- | ---- |
| 1.        | 「夢遊プレイヤー」 | 月見むぎ  | 寺生まれじゃないT | 寺生まれじゃないT | 3:11 |
| 合計時間: | 合計時間:          | 合計時間: | 合計時間:         | 合計時間:         | 3:11 |

##### promise
| #         | タイトル    | 作詞      | 作曲      | 編曲      | 時間 |
| --------- | ----------- | --------- | --------- | --------- | ---- |
| 1.        | 「promise」 | 桃井美鈴  | J.K≒3.0   | J.K≒3.0   | 3:59 |
| 合計時間: | 合計時間:   | 合計時間: | 合計時間: | 合計時間: | 3:59 |

##### リアルアドベンチャー
| #         | タイトル                 | 作詞      | 作曲                     | 編曲                     | 時間 |
| --------- | ------------------------ | --------- | ------------------------ | ------------------------ | ---- |
| 1.        | 「リアルアドベンチャー」 | 桃井美鈴  | 高橋慶(ストロボサイダー) | 高橋慶(ストロボサイダー) | 4:01 |
| 合計時間: | 合計時間:                | 合計時間: | 合計時間:                | 合計時間:                | 4:01 |

##### バグルバグル
| #         | タイトル         | 作詞                       | 作曲                       | 編曲                       | 時間 |
| --------- | ---------------- | -------------------------- | -------------------------- | -------------------------- | ---- |
| 1.        | 「バグルバグル」 | クマ(9DayzGlitchClubTokyo) | クマ(9DayzGlitchClubTokyo) | クマ(9DayzGlitchClubTokyo) | 3:21 |
| 合計時間: | 合計時間:        | 合計時間:                  | 合計時間:                  | 合計時間:                  | 3:21 |

### アルバム

#### アルバムリスト
| # | タイトル   | 発売日         | レーベル            | 規格品番    | 備考                                                     |
| - | ---------- | -------------- | ------------------- | ----------- | -------------------------------------------------------- |
| 1 | QUEST      | 2015年12月23日 | SCRAP Records       | SCRP00006   |                                                          |
| 2 | LIFE POINT | 2018年11月10日 | 自主制作盤          |             |                                                          |
| 3 | 777        | 2019年9月11日  | Role Playing Record | ROLEREC-001 | ジャケットイラストは田辺洋一郎、マスタリングは超魔G-KOBA |
| 4 | LAST       | 2023年5月17日  | Role Playing Record | ROLEREC-003 |                                                          |

#### 収録曲

##### QUEST
| #         | タイトル                                 | 作詞         | 作曲       | 編曲       | 時間  |
| --------- | ---------------------------------------- | ------------ | ---------- | ---------- | ----- |
| 1.        | 「START!」                               | 吉村さおり   | Mustdon    | Mustdon    | 3:38  |
| 2.        | 「ここでつまづいたら死ぬしかないっ」     | 吉村さおり   | Mustdon    | Mustdon    | 5:23  |
| 3.        | 「ここにいてね」                         | 吉村さおり   | 神崎瞬     | 神崎瞬     | 4:18  |
| 4.        | 「愛されたい！」()                       | 吉村さおり   | 伊藤忠之   | 伊藤忠之   | 3:57  |
| 5.        | 「脱出応援歌（ラストクエスチョンver.）」 | 吉村さおり   | 伊藤忠之   | 伊藤忠之   | 2:53  |
| 6.        | 「HAPPY BIRTHDAY」()                     | 吉村さおり   | emile      | emile      | 2:39  |
| 7.        | 「昔ラジオで聴いた」                     | ゆーきゃん   | ゆーきゃん | 池永正二   | 4:31  |
| 8.        | 「ぼうけんをしょ！」                     | ナンブヒトシ | らっぷびと | K's        | 4:37  |
| 9.        | 「？～クエスチョン～」()                 | 吉村さおり   | 松隈ケンタ | 松隈ケンタ | 4:14  |
| 10.       | 「ラストクエスチョン」()                 | 吉村さおり   | 松隈ケンタ | 松隈ケンタ | 4:30  |
| 11.       | 「GOAL」()                               | JJ           | 伊藤忠之   | 伊藤忠之   | 4:27  |
| 合計時間: | 合計時間:                                | 合計時間:    | 合計時間:  | 合計時間:  | 45:55 |

##### LIFE POINT
| #         | タイトル                                | 作詞               | 作曲                             | 編曲               | 時間  |
| --------- | --------------------------------------- | ------------------ | -------------------------------- | ------------------ | ----- |
| 1.        | 「？～クエスチョン～」                  | きださおり         | 松隈ケンタ                       | 松隈ケンタ         | 4:14  |
| 2.        | 「ぼうけんをしょ！」                    | ナンブヒトシ       | らっぷびと                       | K's                | 4:38  |
| 3.        | 「ここにいてね」                        | きださおり         | 神崎瞬                           | 神崎瞬             | 4:17  |
| 4.        | 「パーティ」                            | きださおり         | サカモト教授                     | サカモト教授       | 5:08  |
| 5.        | 「ラブゾーマ」                          | ヴィーナス・シンコ | ヴィーナス・シンコ               | ヴィーナス・シンコ | 3:49  |
| 6.        | 「マジックアワー」                      | ゆーきゃん(術ノ穴) | ゆーきゃん・和田直樹(空中ループ) | 和田直樹           | 5:05  |
| 7.        | 「KO-KU-CHI」                           | 桃井美鈴・月見むぎ | 藤本薪                           | 藤本薪             | 2:08  |
| 8.        | 「Proceed」                             | しずくだうみ       | しずくだうみ・藤本薪             | 藤本薪             | 4:20  |
| 9.        | 「夜アド～深夜2時のアドベンチャー～」() | 月見むぎ           | 加賀爪タッド                     | 加賀爪タッド       | 4:41  |
| 10.       | 「恋水」()                              | きださおり         | キャッチ                         | キャッチ           | 4:42  |
| 11.       | 「いつか僕ら」()                        | 桃井美鈴           | J.K≒3.0                          | J.K≒3.0            | 4:33  |
| 合計時間: | 合計時間:                               | 合計時間:          | 合計時間:                        | 合計時間:          | 47:35 |

##### 777
| #         | タイトル                    | 作詞                | 作曲                 | 編曲                 | 時間  |
| --------- | --------------------------- | ------------------- | -------------------- | -------------------- | ----- |
| 1.        | 「虹色メモワール」          | Rockwell            | Rockwell             | Rockwell             | 3:46  |
| 2.        | 「ヘイワドュウォ？」        | 加賀爪タッド        | 加賀爪タッド・YAMOTO | 加賀爪タッド・YAMOTO | 4:04  |
| 3.        | 「スカーレット ルーレット」 | 田辺恵二            | 田辺恵二             | 田辺恵二             | 4:17  |
| 4.        | 「save&load」               | ぼーかりおどP (noa) | ぼーかりおどP        | ぼーかりおどP        | 3:23  |
| 5.        | 「HEROズ」()                | 月見むぎ            | モリモリあつし       | モリモリあつし       | 3:46  |
| 6.        | 「Believer」                | ヴィーナス・シンコ  | ヴィーナス・シンコ   | ヴィーナス・シンコ   | 3:36  |
| 合計時間: | 合計時間:                   | 合計時間:           | 合計時間:            | 合計時間:            | 22:52 |

##### LAST
| #         | タイトル                   | 作詞                       | 作曲                       | 編曲                                     | 時間  |
| --------- | -------------------------- | -------------------------- | -------------------------- | ---------------------------------------- | ----- |
| 1.        | 「Reonett」                | mihako                     | mihako                     | mihako                                   | 3:52  |
| 2.        | 「おっちょこちょい」       | SAWA                       | SAWA                       | SAWA                                     | 4:02  |
| 3.        | 「ときめく夏のメモリズム」 | 桃井美鈴                   | J.K≒3.0                    | J.K≒3.0                                  | 4:26  |
| 4.        | 「SPAAAARK!!」             | 桃井美鈴                   | 加賀爪タッド               | 加賀爪タッド                             | 3:28  |
| 5.        | 「Never Ending Story」     | SAWA                       | SAWA                       | SAWA                                     | 4:03  |
| 6.        | 「逃避行」                 | 月見むぎ                   | 高橋慶(ストロボサイダー)   | 高橋慶(ストロボサイダー)                 | 4:13  |
| 7.        | 「夢遊プレイヤー」         | 月見むぎ                   | 田嶋健児                   | 田嶋健児                                 | 3:14  |
| 8.        | 「promise」                | 桃井美鈴                   | J.K≒3.0                    | J.K≒3.0                                  | 4:03  |
| 9.        | 「バグルバグル」           | クマ(9DayzGlitchClubTokyo) | クマ(9DayzGlitchClubTokyo) | クマ(9DayzGlitchClubTokyo)               | 3:23  |
| 10.       | 「ラストクエスチョン」()   | きださおり                 | 松隈ケンタ                 | 松隈ケンタ                               | 4:32  |
| 11.       | 「昔ラジオで聴いた」       | ゆーきゃん(術ノ穴)         | ゆーきゃん(術ノ穴)         | 池永正二(あらかじめ決められた恋人たちへ) | 4:32  |
| 12.       | 「恋水」                   | きださおり                 | キャッチ                   | キャッチ                                 | 4:46  |
| 13.       | 「虹色メモワール」         | Rockwell                   | Rockwell                   | Rockwell                                 | 3:46  |
| 14.       | 「いつか僕ら」             | 桃井美鈴                   | J.K≒3.0                    | J.K≒3.0                                  | 4:35  |
| 15.       | 「マジカント」             | 桃井美鈴                   | J.K≒3.0                    | J.K≒3.0                                  | 5:03  |
| 16.       | 「魔法の歌」               | 月見むぎ                   | mihako                     | mihako                                   | 3:45  |
| 合計時間: | 合計時間:                  | 合計時間:                  | 合計時間:                  | 合計時間:                                | 60:06 |

### DVD

#### DVDリスト
| # | タイトル                                                               | 発売日                    | レーベル | 規格品番 | 備考                                                                                    |
| - | ---------------------------------------------------------------------- | ------------------------- | -------- | -------- | --------------------------------------------------------------------------------------- |
| 1 | ラストクエスチョン 1st LIVE DVD ～第1章 知恵と魔法と剣と呪われた王子～ | 2018年7月1日(予約開始日)  |          |          | 2018年4月30日に行われたライブのDVD ラストクエスチョンの道具屋 webばーじょんのみでの販売 |
| 2 | ラストクエスチョン 2nd LIVE DVD                                        | 2019年6月24日             |          |          | 2019年5月11日に行われたライブのDVD                                                      |
| 3 | 3.21 WOMBワンマンDVD                                                   | 2023年5月18日             |          |          | 2023年3月21日に行われたライブのDVD ラストクエスチョンの道具屋 webばーじょんのみでの販売 |
| 4 | ラストワンマンDVD                                                      | 2023年6月25日(予約開始日) |          |          | 2023年6月24日に行われたライブのDVD ラストクエスチョンの道具屋 webばーじょんのみでの販売 |

### LAST QUEST -ラストクエスト-
オリジナルゲームアプリ制作のためのクラウドファンディングが2018年7月10日から募集開始、2018年8月31日に募集終了。100万円の目標に対し、224%を達成した。これにより制作されたゲームアプリがLAST QUESTとなる。
2018年11月10日にGoogle Playから、2018年11月16日にApple App Storeから配信が開始された。

### ボードゲームCD
「世界初”みんなで遊べる”音楽ボードゲームをつくります！」というコンセプトの元に2015年9月14日から募集開始、2015年10月30日に募集終了。2,707,000円の資金を集めた。

#### 通常版
ボードゲームの盤面となる紙ジャケットに、楽曲・ボードゲーム用音声が収録されたCDや、ゲーム中使用するアイテムが収納されている。
| #   | タイトル               | 作詞 | 作曲・編曲 | 時間 |
| --- | ---------------------- | ---- | ---------- | ---- |
| 1.  | 「ラストクエスチョン」 |      |            | 4:34 |
| 2.  | 「昔ラジオで聴いた」   |      |            | 4:40 |
| 3.  | 「プロローグ」         |      |            | 1:50 |
| 4.  | 「1日目の開始」        |      |            | 0:51 |
| 5.  | 「2日目の開始」        |      |            | 0:33 |
| 6.  | 「3日目の開始」        |      |            | 0:36 |
| 7.  | 「4日目の開始」        |      |            | 0:32 |
| 8.  | 「5日目の開始」        |      |            | 0:34 |
| 9.  | 「エピローグ」         |      |            | 1:48 |
| 10. | 「モンスターの移動」   |      |            | 0:23 |
| 11. | 「モンスターの変化」   |      |            | 0:28 |
| 12. | 「モンスターの移動」   |      |            | 0:27 |
| 13. | 「モンスターの移動」   |      |            | 0:24 |
| 14. | 「モンスターの移動」   |      |            | 0:21 |
| 15. | 「モンスターの移動」   |      |            | 0:24 |
| 16. | 「青ハプニングマス」   |      |            | 0:27 |
| 17. | 「青ハプニングマス」   |      |            | 0:35 |
| 18. | 「青ハプニングマス」   |      |            | 0:41 |
| 19. | 「青ハプニングマス」   |      |            | 0:48 |
| 20. | 「青ハプニングマス」   |      |            | 0:41 |
| 21. | 「青ハプニングマス」   |      |            | 0:49 |
| 22. | 「赤ハプニングマス」   |      |            | 0:37 |
| 23. | 「赤ハプニングマス」   |      |            | 0:32 |
| 24. | 「赤ハプニングマス」   |      |            | 0:32 |
| 25. | 「赤ハプニングマス」   |      |            | 0:32 |
| 26. | 「赤ハプニングマス」   |      |            | 0:26 |
| 27. | 「赤ハプニングマス」   |      |            | 0:25 |

#### 豪華版
通常版とは以下の項目が異なる。
- CDが紙ジャケットではなく、専用の箱に同封される。
- 盤面・コンポーネントが、通常版と比べて大きく厚くより立体的に制作。
- 通常版にはないゲームモードが遊べる。
- ラストクエスチョンの音声が追加録音、通常版と比べてトラック数が増えている。

| #   | タイトル               | 作詞 | 作曲・編曲 | 時間 |
| --- | ---------------------- | ---- | ---------- | ---- |
| 1.  | 「ラストクエスチョン」 |      |            | 4:32 |
| 2.  | 「昔ラジオで聴いた」   |      |            | 4:38 |
| 3.  | 「プロローグ」         |      |            | 1:48 |
| 4.  | 「1日目の開始」        |      |            | 0:49 |
| 5.  | 「2日目の開始」        |      |            | 0:31 |
| 6.  | 「3日目の開始」        |      |            | 0:34 |
| 7.  | 「4日目の開始」        |      |            | 0:30 |
| 8.  | 「5日目の開始」        |      |            | 0:32 |
| 9.  | 「エピローグ」         |      |            | 1:46 |
| 10. | 「モンスターの移動」   |      |            | 0:21 |
| 11. | 「モンスターの変化」   |      |            | 0:26 |
| 12. | 「モンスターの移動」   |      |            | 0:25 |
| 13. | 「モンスターの移動」   |      |            | 0:22 |
| 14. | 「モンスターの移動」   |      |            | 0:19 |
| 15. | 「モンスターの移動」   |      |            | 0:22 |
| 16. | 「青ハプニングマス」   |      |            | 0:25 |
| 17. | 「青ハプニングマス」   |      |            | 0:33 |
| 18. | 「青ハプニングマス」   |      |            | 0:39 |
| 19. | 「青ハプニングマス」   |      |            | 0:46 |
| 20. | 「青ハプニングマス」   |      |            | 0:39 |
| 21. | 「青ハプニングマス」   |      |            | 0:47 |
| 22. | 「赤ハプニングマス」   |      |            | 0:35 |
| 23. | 「赤ハプニングマス」   |      |            | 0:30 |
| 24. | 「赤ハプニングマス」   |      |            | 0:30 |
| 25. | 「赤ハプニングマス」   |      |            | 0:30 |
| 26. | 「赤ハプニングマス」   |      |            | 0:24 |
| 27. | 「赤ハプニングマス」   |      |            | 0:25 |
| 28. | 「黄ハプニングマス」   |      |            | 0:24 |
| 29. | 「黄ハプニングマス」   |      |            | 0:26 |
| 30. | 「黄ハプニングマス」   |      |            | 0:48 |
| 31. | 「黄ハプニングマス」   |      |            | 0:16 |
| 32. | 「黄ハプニングマス」   |      |            | 0:21 |
| 33. | 「黄ハプニングマス」   |      |            | 0:20 |

### コンピレーション
| タイトル                            | 発売日         | レーベル    | 規格品番 | 収録曲             | 備考     |
| ----------------------------------- | -------------- | ----------- | -------- | ------------------ | -------- |
| Happy Carnival 2016 BEST COLLECTION | 2016年11月19日 | VOICE MUSIC | -        | 12. HAPPY BIRTHDAY | [ 注 2 ] |

### その他の楽曲
- 「2nd Prologue」- m&m楽曲。神楽坂神楽音にて初披露された。楽曲提供者はぼーかりおどP。
- 「トワイライト」- m&m楽曲。神楽坂神楽音にて初披露された。楽曲提供者はキャッチ。
- 「えすけーぷ」- 渋谷THE GAMEでの無銭ワンマンライブにて初披露された楽曲。
- 「デビルーマのダンジョン」- 渋谷THE GAMEでの無銭ワンマンライブにて初披露された楽曲。
- 「レポセのパン屋」- 渋谷THE GAMEでの無銭ワンマンライブにて初披露された楽曲。
- 「ねぇねぇ」- 浅川琴音ソロ楽曲。[74] 渋谷WWW主催ライブまでの課題を達成したご褒美として与えられた。[75] 渋谷クラブクアトロでの主催ライブでお披露目予定であったが、ミッション失敗により当曲が削られた。音のバッチコンプリート特典として配布。楽曲提供者はMustdon。

## 出演

### 主催ライブ
| 日程     | タイトル | 会場                           | 備考 |
| 2015年   | 2015年 | 2015年                         | 2015年 |
| -------- | --- | ------------------------------ | --- |
| 3月29日  | 定期ライブ | 下北沢BASEMENT BAR             | |
| 4月16日  | LAST QUESTION INTERACTIVE LIVE vol.1                                                                                             | 道玄坂ヒミツキチラボ           | 博報堂・HACKist技術協力のもと行われたインタラクティブライブ |
| 6月6日   | Mystery Music Festival vol.0 | 下北沢THREE                    | |
| 7月25日  | 定期ライブ | 下北沢THREE                    | |
| 8月22日  | 定期ライブ | 下北沢THREE                    | |
| 9月9日   | MMF VSSeries vol.1 | 代官山LOOP                     | 謎製作者との対決形式 謎制作はNorthQreation (現NexusQreation) |
| 9月15日  | LAST QUESTION INTERACTIVE LIVE vol.2 ～サイバーダンジョンvs300人の魔法使い～                                                     | 渋谷WWW                        | 博報堂・HACKist・BaPA SyncRing技術協力のもと行われたインタラクティブライブ |
| 9月27日  | 定期ライブ | 下北沢BASEMENT BAR             | |
| 10月13日 | MMF VSSeries vol.2 | 代官山LOOP                     | 謎製作者との対決形式 謎制作はWonder Walker所属のクマイカズヤ |
| 10月25日 | 定期ライブ | 下北沢BASEMENT BAR             | |
| 11月18日 | MMF VSSeries vol.3 | 代官山LOOP                     | 謎製作者との対決形式 謎制作はN@ZO LAB. |
| 12月16日 | ボードゲームCDミニリリースパーティー                                                                                             | 代官山LOOP                     | クラウドファンディング150万円達成のストレッチゴール MMF VSSeries同様謎製作者との対決形式 謎制作はSCRAP所属の堺谷光・足立裕香                                                                                        |
| 12月20日 | 定期ライブ | 下北沢BASEMENT BAR             | |
| 2016年   | |                                | |
| 1月13日  | ラスクエ決死のリベンジワンマンライブ ラストクエスチョンvs悪の総帥ワイ・ピカデリー頂上決戦 「ここでつまづいたら死ぬしかないっ！」 | 渋谷クラブクアトロ             | メンバー・観客共にラストクエスチョン軍としてワイ・ピカデリーからのミッションに挑む参加型ライブ ミッションに失敗した場合ライブパートのセットリストから楽曲が削除され、15曲中5曲が削除された                          |
| 3月25日  | 平成28年卒業式スペシャルライブ 僧侶*サヨナラじゃなくてグッドバイ*／踊り子*I will go my way*                                      | 新大久保unique LABORATORY      | 安藤ひかる・南杏果卒業 矢野百合愛加入 |
| 5月29日  | ゲーム×学校×謎×ライブ 横断型フェス「コトクエフェス」                                                                             | アーツ千代田3331               | ソロアイドルKOTOとの共同主催 |
| 8月21日  | ラストクエスチョンのホントは夏フェス焼けしたかった！                                                                             | 王子BASEMENT MONSTAR           | 矢野百合愛初ステージ |
| 10月29日 | 仙台高等専門学校《高専祭》限定謎解きライブ 「賢者と魔法のステッキ～学園滅亡まであと30分～」                                      | 仙台高等専門学校広瀬キャンパス | |
| 12月12日 | ラストクエスチョン×サカモト教授 2マンライブ                                                                                      | 下北沢THREE                    | |
| 2017年   | |                                | |
| 1月22日  | 桃井美鈴生誕祭～勇者の日。2人の時間～                                                                                            | 渋谷LUSH                       | 桃井美鈴・浅川琴音2人体制での最後のライブ |
| 1月22日  | 新体制お披露目ライブ | 渋谷LUSH                       | 中田灯里・月見むぎ・瀬乃朋美を加えた5人体制最初のライブ |
| 4月29日  | 『ラスクエと導かれし者たち』Day～目覚めの朝～                                                                                    | 池袋KINGSX TOKYO               | 中田灯里・瀬乃朋美卒業 |
| 4月29日  | 『ラスクエと導かれし者たち』Night～はじめての挑戦（バトル）～                                                                    | 池袋KINGSX TOKYO               | |
| 4月30日  | 『ラスクエと導かれし者たち』Day～中ボス～                                                                                        | 池袋KINGSX TOKYO               | 楽曲「ラブゾーマ」初披露 |
| 4月30日  | 『ラスクエと導かれし者たち』Night～ラストバトル～                                                                                | 池袋KINGSX TOKYO               | |
| 6月25日  | ラストクエスチョンtoプチワンマン 「私たち…このライブが終わったら売上で新曲作るんだ…」                                            | 下北沢BASEMENT BAR             | 夏用装備「はっぴぃなふく」初披露 |
| 9月16日  | ラストクエスチョンとウマミミ魔王軍                                                                                               | 渋谷THE GAME                   | 新装備「あさのふく」初披露 楽曲「えすけーぷ」「デビルーマのダンジョン」「レポセのパン屋」初披露 浅川琴音卒業 |
| 11月11日 | 魔導士･月見むぎ生誕祭2017【有為転変】                                                                                            | 足利ライブハウス大使館         | 桃井美鈴・月見むぎ2人体制での最後のライブ 楽曲「HAPPY BIRTHDAY」「愛されたい！」「START!」「ラストクエスチョン」「GOAL」封印                                                                                        |
| 11月12日 | ラストクエスチョン新体制お披露目ライブ                                                                                           | 新宿SAMURAI                    | 御坂しのぐ初ステージ |
| 12月10日 | ラストクエスチョン～第一章 1-1 天下一武闘会！～                                                                                  | 新宿Nine Spices                | 総合順位 1位：THE BANANA MONKEYS 2位：Zombie Powder 3位：エコ怪獣 4位：ラストクエスチョン 5位：るなっち☆ほし |
| 2018年   | |                                | |
| 2月18日  | ラスクエ主催1-5『バレンタインなんてクソイベだ！』                                                                                | 町田Nutty’s                    | |
| 4月30日  | ラストクエスチョン～第一章 知恵と魔法と剣と呪われた王子～                                                                        | 渋谷GUILTY                     | 桃井美鈴・月見むぎ・御坂しのぐ3人体制での初ワンマンライブ シングル「Proceed」発売 新衣装初披露 コンセプトをRPGからゲームに変更 公式ちゃん進化 2018年秋のアルバムリリース決定 有料ファンサイト設立(2018年12月25閉鎖) |
| 8月26日  | 盗賊pre.きみのためなら死ねる 2-2-1 ～帰ってきた天下一～                                                                          | 新宿SAMURAI                    | |
| 10月13日 | 2-3 望命 | 新宿FATE                       | |
| 11月10日 | 2-4-1 ラストクエスチョン現体制1周年&アルバム発売記念ライブ『LIFE POINT』                                                         | 渋谷CYCLONE                    | アルバム「LIFE POINT」発売開始 |
| 12月9日  | 2-5 JACK POT-poker- | 新宿SAMURAI                    | 楽曲「虹色メモワール」初披露 |
| 2019年   | |                                | |
| 1月20日  | 2-6 JACK POT-blackjack-(勇者生誕)                                                                                                | 新宿SAMURAI                    | 楽曲「ヘイワドュウォ？」初披露 |
| 2月10日  | 2-7 JACK POT-roulette- | 新宿MARZ                       | 楽曲「スカーレット ルーレット」初披露 |
| 3月16日  | 2-8 JACK POT-craps- | 渋谷ミルキーウェイ             | 楽曲「save&load」初披露 |
| 4月27日  | 2-9 JACK POT-baccarat- | 渋谷ミルキーウェイ             | 楽曲「HEROズ」初披露 |
| 5月11日  | 2-FINAL JACK POT-last bet- | 渋谷WOMB                       | 楽曲「Believer」初披露 楽曲「ラストクエスチョン」復活 |
| 10月19日 | 3-4 フォーサイド | 南船場地下一階                 | ラストクエスチョン初の大阪主催ライブ |
| 11月23日 | 3-5 ムーンサイド | 青山月見ル君想フ               | 楽曲「トライアングル」初披露 |
| 2020年   | |                                | |
| 1月19日  | 3-6 勇者生誕2020 1部【Lv.28 その強さがあれば全てを守れると思った】                                                               | 神楽坂神楽音                   | 桃井美鈴ソロ名義m&mのプレお披露目 楽曲「2nd Prologue」「トワイライト」初披露 |
| 2月24日  | 3-7 RPF (ロールプレイングフェス)                                                                                                 | 目黒鹿鳴館                     | |
| 6月13日  | そろそろライブが恋しくなってきた vol.1                                                                                           | 新宿SAMURAI                    | ラストクエスチョン公式アカウントからのツイキャス無料配信 |
| 6月17日  | そろそろライブが恋しくなってきた vol.2                                                                                           | 下北沢ERA                      | 下北沢ERA公式アカウントからのツイキャスプレミア配信 |
| 8月26日  | とある盗賊の生誕儀礼 | 新宿SAMURAI                    | 御坂しのぐの生誕ライブ 6ヶ月連続主催ライブの1ヶ月目 |
| 9月20日  | 3-8 長月の舞踏会 | 新宿SAMURAI                    | 6ヶ月連続主催ライブの2ヶ月目 |
| 10月17日 | 3-9 Red String! | 新宿SAMURAI                    | 6ヶ月連続主催ライブの3ヶ月目 |
| 11月14日 | 魔導士・月見むぎ生誕祭 人間青山                                                                                                  | 新宿SAMURAI                    | 月見むぎの生誕ライブ 6ヶ月連続主催ライブの4ヶ月目 |
| 12月24日 | 3-10 X'mas party! | 新宿SAMURAI                    | 6ヶ月連続主催ライブの5ヶ月目 |
| 2021年   | |                                | |
| 1月20日  | 集え!!ラスクエの使徒 | 新宿SAMURAI                    | 新宿SAMURAI公式TIGETアカウントからのインターネット配信 6ヶ月連続主催ライブの6ヶ月目 |
| 2月27日  | 勇者・桃井美鈴生誕祭『閃光のように…!!!』                                                                                         | 新宿SAMURAI                    | 桃井美鈴の生誕ライブ 6ヶ月連続主催ライブの7ヶ月目 楽曲「SPAAAARK!!」初披露 |
| 4月17日  | 3-11 II ラスクエデキルカナ？ | 新宿SAMURAI                    | セットリストがその場で決まるライブ 12ヶ月連続主催ライブの9ヶ月目 |
| 5月4日   | 3-12 TOYBOX | 新宿SAMURAI                    | 12ヶ月連続主催ライブの10ヶ月目 |
| 6月26日  | 3-13 #BFF (DAY) | 新宿SAMURAI                    | 12ヶ月連続主催ライブの11か月目 |
| 6月26日  | 3-13 #BFF (NIGHT) | 新宿SAMURAI                    | 12ヶ月連続主催ライブの11か月目 御坂しのぐ卒業 |
| 7月25日  | 3-14 ROAD TO BAND ～新宿SAMURAIからの挑戦状～                                                                                    | 新宿SAMURAI                    | 12ヶ月連続主催ライブの12か月目 now loadings お披露目＆解散ライブ Gt/Vo：桃井美鈴 Dr：月見むぎ Ba：イカちゃん(新宿SAMURAIスタッフ)                                                                                   |
| 10月23日 | ラスクエデキルカナ？-online- | 都内某所                       | ラストクエスチョン公式アカウントからのツイキャス配信 |
| 11月3日  | 4-1 リロード | 目黒鹿鳴館                     | 桃井美鈴・月見むぎ2人体制初のワンマンライブ 新衣装初披露 楽曲「夢遊プレイヤー」「逃避行」初披露 |
| 11月3日  | 魔導士生誕祭「露往霜来」 | 目黒鹿鳴館                     | 月見むぎの生誕ライブ 楽曲「moonlight」初披露 |
| 2022年   | |                                | |
| 1月22日  | 勇者生誕・あきらめたらそこで偶像終了だよ                                                                                         | 目黒鹿鳴館                     | 桃井美鈴の生誕ライブ 楽曲「Never Ending Story」「リアルアドベンチャー」「Promise」初披露 |
| 3月2日   | ラスクエ大感謝祭 to 新宿SAMURAI〜SAMURAIにありがとうって伝えたいんだ、ずっと。〜                                                 | 新宿SAMURAI                    | |
| 4月1日   | サムライとラスクエおんがくたい                                                                                                   | 新宿SAMURAI                    | |
| 9月14日  | 4-4 ラスクエの宿屋 すぺしゃる！                                                                                                  | SHIBUYA109 LIVE TV ハチスタ    | 最近旅の調子はどうだい？収録曲のジャケットデザイン缶バッジ4種のくじ引き販売実施 11月12日の魔導士生誕祭、2023年1月15日の勇者生誕祭開催を発表                                                                         |
| 10月9日  | ラスクエ×FiDZ 決死の2マンライブ 4-5「旅の途中」                                                                                  | 西永福JAM                      | |
| 11月12日 | 魔導士生誕祭「邯鄲之夢」 | 目黒鹿鳴館                     | 月見むぎの生誕ライブ 楽曲「バグルバグル」初披露 2023年2月19日のRPF、2023年3月21日のワンマンライブ開催を発表 |
| 2023年   | |                                | |
| 1月15日  | 勇者生誕祭「最後かもしれないだろ？だから全部話しておきたいんだ」                                                                 | 目黒鹿鳴館                     | 桃井美鈴の生誕ライブ |
| 2月13日  | ラスクエデキルカナ？-online- | 都内某所                       | ラストクエスチョン公式アカウントからのツイキャス配信 |
| 2月19日  | 【Role Playing Fes】(RPF) | 目黒鹿鳴館                     | |
| 2月23日  | ラスクエデキルカナ？-online- | 都内某所                       | ラストクエスチョン公式アカウントからのツイキャス配信 |
| 3月3日   | ラスクエデキルカナ？-EX stage-                                                                                                   | 新宿SAMURAI                    | 観客のくじ引きによりセットリストが決まるライブ 3時間半、OPSEと41曲を披露 |
| 3月21日  | ラストクエスチョンワンマンライブ「マジカント」                                                                                   | 渋谷WOMB                       | 新衣装初披露 楽曲「マジカント」「魔法の歌」初披露 |
| 5月3日   | ふるさと回遊旅～勇者編～ | 横須賀ヤンガーザンイエスタディ | 桃井美鈴の凱旋公演 |
| 5月4日   | ふるさと回遊旅～魔導士編～1部 | 足利ライブハウス大使館         | 月見むぎの凱旋公演 ラスクエワンマンライブ、昼食付き |
| 5月4日   | ふるさと回遊旅～魔導士編～2部 | 足利ライブハウス大使館         | 月見むぎの凱旋公演 対バンライブ |
| 6月17日  | ラスクエの宿屋 -LAST BATTLE- | 新宿SAMURAI                    | 最後の主催対バンライブ |
| 6月24日  | LAST QUESTION ～可惜夜、最後は笑顔で～                                                                                           | 渋谷GUILTY                     | 最後のワンマンライブ ラストクエスチョン終幕 |

### 主催イベント
| 日程                    | タイトル                                                                            | 会場                                              | 備考                                                                                             |
| 2015年                  | 2015年                                                                              | 2015年                                            | 2015年                                                                                           |
| ----------------------- | ----------------------------------------------------------------------------------- | ------------------------------------------------- | ------------------------------------------------------------------------------------------------ |
| 6月3日                  | シークレットバースデーパーティー                                                    | 道玄坂ヒミツキチラボ                              | 浅川琴音・安藤ひかる・南杏果3人の合同生誕イベント                                                |
| 7月10日 7月11日 7月12日 | ネコミミ魔王と不思議なダンジョン                                                    | SHIBUYA TSUTAYA                                   | SHIBUYA TSUTAYA全階を舞台とした体験型ゲームイベント                                              |
| 7月26日                 | ラストクエスチョン！ドキドキ自由研究                                                | 道玄坂ヒミツキチラボ                              | ラストクエスチョンのグッズを参加者全員で考えるイベント ペーパークラフトが後に公式グッズ化された  |
| 8月13日-11月25日        | リアル脱出ゲーム「僕と勇者の最後の7日間」                                           | 道玄坂ヒミツキチラボ                              |                                                                                                  |
| 8月29日 8月30日         | 謎解きリアルRPG「こども勇者の大冒険！」                                             | 渋谷TODビル10階                                   | TODビル取り壊しの際に行われたワークショップイベント                                              |
| 9月17日                 | WWW公式大打ち上げ！                                                                 | 道玄坂ヒミツキチラボ                              | 9月9日に行われた渋谷WWW主催ライブの打ち上げイベント                                              |
| 10月15日                | ハロウィンボードゲームパーティ！〜今夜はラストクエスチョンと遊ぼう〜                | 道玄坂ヒミツキチラボ                              | ボードゲームCDの試遊が可能だった                                                                 |
| 11月24日                | 安藤ひかるの好きなだけ謎解かせてあげるナイト                                        | 道玄坂ヒミツキチラボ                              | 渋谷WWW主催ライブまでの課題を達成したご褒美として与えられた                                      |
| 11月27日-11月29日       | リアル脱出ゲーム「僕と勇者の最後の7日間」                                           | 名古屋ヒミツキチオブスクラップ                    |                                                                                                  |
| 12月8日-12月10日        | リアル脱出ゲーム「僕と勇者の最後の7日間」                                           | 大阪ヒミツキチオブスクラップ                      |                                                                                                  |
| 12月22日                | 僕と勇者の最後の7日間 ネタバレの酒場                                                | 道玄坂ヒミツキチラボ                              | 僕と勇者の最後の7日間についての裏話等を語るイベント                                              |
| 2016年                  |                                                                                     |                                                   |                                                                                                  |
| 1月26日                 | ラストクエスチョン1/13ワンマンライブ #ラスクエ死ぬしか 打ち上げNight                | 道玄坂ヒミツキチラボ                              | 1月13日に行われた渋谷クラブクアトロ主催ライブの打ち上げイベント                                  |
| 3月25日                 | 安藤ひかるのシャオンカイ                                                            | 道玄坂ヒミツキチラボ                              | 安藤ひかる最後のイベント                                                                         |
| 4月24日                 | 現メンバー勇者&戦士の役職査定面接チャレンジ！！！！                                 | 新宿ネイキッドロフト                              | 勇者・戦士を失職、共に旅人となる                                                                 |
| 5月17日                 | KOTO×ラストクエスチョンの「謎解きについて学ぼう」                                   | 道玄坂ヒミツキチラボ                              | 5月29日のコトクエフェスに向け、謎解き初心者を対象に「僕と勇者の最後の7日間」を再演した           |
| 6月22日                 | 今日だけ王様！？(1ヶ月遅れの)面白生誕祭！                                           | 道玄坂ヒミツキチラボ                              | 浅川琴音の生誕イベント                                                                           |
| 6月26日                 | 桃井美鈴(旅人)&浅川琴音(旅人)役職査定面接リベンジマッチ！！！                       | 新宿ネイキッドロフト                              | 勇者・戦士へ復職                                                                                 |
| 11月15日                | ラストクエスチョンの「新メンバーオーディション」一次試験                            | 道玄坂ヒミツキチラボ                              | オシャレクエストを実施                                                                           |
| 11月21日                | ラストクエスチョンの「新メンバーオーディション」二次試験                            | 道玄坂ヒミツキチラボ                              | パフォーマンスクエストを実施 ゲスト：大吟嬢ごとさん                                              |
| 11月29日                | ラストクエスチョンの「新メンバーオーディション」三次試験                            | 道玄坂ヒミツキチラボ                              | ナゾトキクエストを実施 ゲスト：謎制作団体NexusQreatioin                                          |
| 12月6日                 | ラストクエスチョンの「新メンバーオーディション」最終試験                            | 道玄坂ヒミツキチラボ                              | メンセツクエストを実施 月見むぎ・中田灯里・瀬乃朋美加入                                          |
| 2017年                  |                                                                                     |                                                   |                                                                                                  |
| 3月18日 3月19日 3月20日 | はじめてのお給仕クエスト                                                            | めいどりーみん新宿東口店                          |                                                                                                  |
| 4月22日                 | 突発決起集会                                                                        | 横浜スリーエス                                    |                                                                                                  |
| 4月22日                 | 遊び人生誕祭                                                                        | 横浜スリーエス                                    | 中田灯里の生誕イベント                                                                           |
| 5月27日                 | THE ASAKAWAM＠STAR 〜ラストクエスチョン戦士アイドル化計画という名の浅川琴音生誕祭〜 | 横浜スリーエス                                    | 浅川琴音の生誕イベント                                                                           |
| 8月20日                 | 神宮外苑花火大会 with アイドル縁日                                                  | 都内某所                                          | 会場は参加者のみに伝えられた                                                                     |
| 10月22日                | ラスクエなりの運動会！(仮)                                                          | アーツ千代田3331                                  | 総合順位 1位：月見むぎ 2位：るなっち☆ほし 3位：桃井美鈴、御坂しのぐ 御坂しのぐの職業が盗賊に決定 |
| 12月31日                | ラストクエスチョン年越しイベント 1-X †悔い改めて2017-2018†                          | 原宿Social Lounge Ajito                           |                                                                                                  |
| 2018年                  |                                                                                     |                                                   |                                                                                                  |
| 1月7日                  | ラストクエスチョン 1-2 《新春のおよろこび申し上げます》1部・2部                     | 赤坂SO-DA                                         |                                                                                                  |
| 1月21日                 | 勇者☆桃井美鈴生誕祭2018《1-3 いつか帰るところ》1部・2部                             | 1部：横浜スリーエス 2部：横浜某所                 | 桃井美鈴の生誕イベント 2部の集合場所は購入者のみに伝えられる                                     |
| 2月7日                  | リアルRPGゲーム 1-4 バレンタインRPGクエスト2018～金のチョコレートを手に入れろ～     | 東京ミステリーサーカス4F ヒミツキチラボ(小ホール) | 企画制作：浅川琴音                                                                               |
| 3月31日                 | 1-🌸 花より団子よりラスクエちゃん                                                   | 名古屋鶴舞公園                                    |                                                                                                  |
| 5月19日                 | ラストクエスチョン第2章 2-1 奇跡を辿る 奇跡を待つなら                               | 池袋カジュアライズ                                |                                                                                                  |
| 8月26日                 | 2-2-2 きみのためなら死ねる～トライフォースに願いを〜                                | 新宿SAMURAI                                       | 御坂しのぐの生誕イベント                                                                         |
| 9月2日                  | ラスクエ主催2-3 残暑お見舞い申し上げます                                            | 表参道ノートルスタジオ                            | 天候不良のため駒沢オリンピック公園中央広場から変更                                               |
| 10月20日 10月21日       | リアル冒険ツアー                                                                    | 茨城県・千葉県                                    | LAST QUEST出資者向けのリターン                                                                   |
| 11月10日                | 2-4-2 魔導士生誕2018『水滴石穿』                                                    | 渋谷Aurra                                         | 月見むぎの生誕イベント                                                                           |
| 12月31日                | 2-X 悔い改めて 2018-2019 1部                                                        | 新宿Bar C-rystal                                  |                                                                                                  |
| 2019年                  |                                                                                     |                                                   |                                                                                                  |
| 1月1日                  | 2-X 悔い改めて 2018-2019 2部                                                        | 新宿BAR ATHENA                                    |                                                                                                  |
| 1月10日                 | 2-🎍 突然ですが、年明けだし新年会がやりたいのですが。                               | 神田Patia                                         |                                                                                                  |
| 1月20日                 | 2-6-2 【Lv.27 勇者生誕 ～花嫁より勇者のほうが私らしいけど結婚願望はあります～】     | 渋谷event lounge warp                             | 桃井美鈴の生誕イベント                                                                           |
| 3月24日                 | 2-🌸 花より団子よりラスクエちゃんin京都                                             | 京都梅小路公園                                    |                                                                                                  |
| 4月20日                 | TIQ5位1009！花より団子よりラスクエちゃんin東京                                      | 上野恩賜公園                                      |                                                                                                  |
| 6月24日                 | 3-0.5 JACK POT-after- 第3章出陣式                                                   | 池袋カジュアライズ                                | 2ndワンマンライブDVD、ラバーバンド販売開始                                                       |
| 8月10日                 | 3-1 打ち上げ花火、テレビで見るか？横から見るか？                                    | 四谷サロンヌアージュ                              |                                                                                                  |
| 8月24日                 | 3-2 御坂しのぐ生誕祭 俺の生誕を越えてゆけ                                           | 池袋レンタルスペース24                            | 御坂しのぐの生誕イベント                                                                         |
| 9月28日                 | 3-3 いまこそモモイがかがやくとき！                                                  | 新宿レッドノーズ                                  |                                                                                                  |
| 10月28日                | 3-🎃 ラスクエなりのハロウィン〜絶体絶命！明かりはiPhoneだけ！？〜                   | 池袋FICTION                                       |                                                                                                  |
| 11月10日                | 魔導士生誕2019 生生世世～聖地巡礼～                                                 | 栃木県足利市                                      | 月見むぎの生誕イベント                                                                           |
| 11月23日                | 魔導士生誕2019 生生世世～TOKYO～                                                    | 京橋ララサロン                                    | 月見むぎの生誕イベント                                                                           |
| 2020年                  |                                                                                     |                                                   |                                                                                                  |
| 1月19日                 | 3-6 勇者生誕2020 2部【Lv.28 お茶を飲んだら また出発だ】                             | 神楽坂香音里                                      | 桃井美鈴の生誕イベント                                                                           |
| 4月5日 4月20日 4月26日  | 週末何してますか？在宅ですか？ラスクエ昼呑み配信見ませんか？                        | メンバー自宅                                      | メンバーアカウントからのツイキャスプレミア配信                                                   |
| 6月7日                  | 近況報告会議                                                                        | メンバー自宅                                      | メンバーアカウントからのツイキャス無料配信                                                       |
| 8月23日                 | ぐみこのお誕生日会                                                                  | 都内某所                                          | 御坂しのぐの生誕イベント ラストクエスチョン公式アカウントからのツイキャスプレミア配信            |
| 11月14日                | ラスクエの宿屋inSAMURAI                                                             | 新宿SAMURAI                                       |                                                                                                  |
| 12月30日                | こんな時代だしリモート忘年会しませんか？                                            | メンバー自宅                                      | ラストクエスチョン公式アカウントからのツイキャスプレミア配信                                     |
| 2021年                  |                                                                                     |                                                   |                                                                                                  |
| 1月5日                  | こんな時代だしリモート新年会しませんか？                                            | メンバー自宅                                      | ラストクエスチョン公式アカウントからのツイキャスプレミア配信                                     |
| 2月27日                 | ももいさんの好きなことをする会                                                      | 神保町アソビCafe                                  | 桃井美鈴の生誕イベント                                                                           |
| 3月9日                  | ラスクエの宿屋～6ヶ月のぼうけんのしょ～                                             | 新宿SAMURAI                                       | 6ヶ月連続主催ライブの振り返りイベント 12ヶ月連続主催ライブの8ヶ月目                              |
| 8月8日                  | ラスクエの宿屋 12ヶ月のぼうけんのしょ                                               | 新宿SAMURAI                                       | 12ヶ月連続主催ライブの振り返りイベント おっちょこちょいMV先行公開                                |
| 12月4日                 | 4-2 ラスクエの宿屋～名古屋に想いを馳せて～                                          | 池袋FICTION                                       |                                                                                                  |
| 2022年                  |                                                                                     |                                                   |                                                                                                  |
| 7月24日                 | 4-3 ラスクエBBQ～肉焼きクエスト～                                                   | 神奈川県某所                                      |                                                                                                  |
| 10月31日                | 4-6 LQ HALLOWEEN TAKOYAKI PARTY                                                     | 池袋FICTION                                       |                                                                                                  |
| 2023年                  |                                                                                     |                                                   |                                                                                                  |
| 3月11日                 | ラスクエとピクニックin山形                                                          | 霞城公園付近                                      |                                                                                                  |
| 4月8日                  | 大阪オフ会                                                                          | 大阪城公園 太陽の広場                             |                                                                                                  |
| 4月15日                 | ラスクエと米沢ラーメン食べ会                                                        | 山形県米沢市                                      |                                                                                                  |
| 5月27日                 | るなほしとラスクエのもつ鍋会in博多                                                  | 福岡県福岡市                                      | るなっち☆ほしとの合同イベント                                                                    |
| 6月22日                 | ラスクエの宿屋 -最後の晩餐-                                                         | 池袋FICTION                                       | 最後の主催イベント                                                                               |

### その他主要ライブ・イベント
| 日程            | タイトル                                                                 | 会場                                                | 備考 |
| 2015年          | 2015年                                                                   | 2015年                                              | 2015年 |
| --------------- | ------------------------------------------------------------------------ | --------------------------------------------------- | --- |
| 3月28日         | ぴあ Presents MYSTERY SHOW!!! Vol,0～謎解きはライブの中で～              | 豊洲PIT                                             | オープニングアクト、謎解きパートに出演                                                                             |
| 4月25日 4月26日 | ニコニコ超会議 まるなげストリート                                        | 幕張メッセ                                          | |
| 9月6日          | 東京タワーTV                                                             | 東京タワー大展望台Club333                           | [ 80 ] |
| 12月12日        | 東京タワーTV                                                             | 東京タワー大展望台Club333                           | [ 81 ] |
| 2016年          |                                                                          |                                                     | |
| 2月3日          | 神田明神 節分祭豆まき式                                                  | 神田明神                                            | [ 82 ] [ 83 ] |
| 4月16日         | 東京タワーTV                                                             | 東京タワー大展望台Club333                           | [ 84 ] |
| 5月2日          | ヨコハマカワイイパーク カワイイパレード                                  | 山下公園周辺                                        | [ 86 ] |
| 5月3日          | ヨコハマカワイイパーク カワイイステージ                                  | 山下公園内特設ステージ                              | [ 87 ] |
| 2017年          |                                                                          |                                                     | |
| 5月3日          | ヨコハマカワイイパーク カワイイパレード                                  | 山下公園周辺                                        | |
| 2018年          |                                                                          |                                                     | |
| 1月7日          | クイズLIVEチャンネルまつり～3周年だョ！全員集合                          | 東京カルチャーカルチャー                            | ラスクエちゃん外伝の公開生放送が行われた                                                                           |
| 1月24日         | ヒミツキチラボ presents 大実験LIVE!!!!                                   | 東京ミステリーサーカス4F ヒミツキチラボ(小ホール)   | 楽曲「マジックアワー」初披露                                                                                       |
| 1月27日         | しずくだうみが誕生日を祝わせる会'18 ～ドレスコードはパジャマです～       | 四谷アウトブレイク                                  | 楽曲「Proceed」初披露                                                                                              |
| 4月2日          | 劇団コラソン 第54回公演『あさひの挑戦状8』                               | 新宿SAMURAI                                         | BLACKSHEEP SYNDROMEとの勝負に勝利 駿河屋4月度ピックアップアーティストに選出                                        |
| 4月22日         | FRINGE IDOL FESTIVAL vol.5 ～金一点祭～                                  | 新宿club SCIENCE                                    | 楽曲「夜アド～深夜2時のアドベンチャー～」初披露                                                                    |
| 4月29日         | ラストクエスチョンワンマン前夜祭                                         | 駿河屋秋葉原アニメ・ホビー館                        | ラストクエスチョン×コラソン そして、伝説がはじまった……！Tシャツ販売                                                |
| 5月3日          | ヨコハマカワイイパーク カワイイパレード                                  | 山下公園周辺                                        | |
| 5月4日          | ヨコハマカワイイパーク カワイイステージ                                  | 山下公園内特設ステージ                              | |
| 11月18日        | LIFE POINT店頭販売記念フリーライブ＆特典会                               | ムーランAKIBA本店                                   | LIFE POINT・Proceed・1st LIVE DVDの店頭販売を記念したフリーライブ＆特典会                                          |
| 2019年          |                                                                          |                                                     | |
| 1月5日          | 中山金杯予想会                                                           | 中山競馬場ベンジャミンプラザ                        | 日刊スポーツ主催のイベント                                                                                         |
| 4月29日         | 肉フェス TOKYO 2019                                                      | お台場特設会場 お台場青海地区P区画                  | |
| 5月3日          | ヨコハマカワイイパーク カワイイパレード                                  | 山下公園周辺                                        | |
| 5月5日          | ヨコハマカワイイパーク カワイイステージ                                  | 山下公園内特設ステージ                              | |
| 9月10日         | 777 リリースイベント                                                     | HMV record shop 新宿ALTA                            | |
| 9月11日         | 777 リリースイベント                                                     | 新宿Motion                                          | |
| 9月19日         | 777 リリースイベント                                                     | タワーレコード渋谷店5F                              | おやすみホログラム・THE BANANA MONKEYSとの合同リリースイベント                                                     |
| 11月16日        | 777 リリースイベント                                                     | ムーランAKIBA本店                                   | |
| 2020年          |                                                                          |                                                     | |
| 2月3日          | 神田明神 節分祭豆まき式                                                  | 神田明神                                            | 御坂しのぐが参加                                                                                                   |
| 6月20日         | トライアングル/ラストクエスチョン インターネットサイン会                 | 都内某所                                            | ラストクエスチョン公式アカウントからのツイキャス配信                                                               |
| 6月24日         | トライアングル/ラストクエスチョン 発売記念LIVE&インターネット特典会      | ヴィレッジヴァンガード渋谷本店                      | ヴィレッジヴァンガード渋谷本店公式アカウントからのYouTube配信 新衣装お披露目                                       |
| 7月11日         | サワソニ44 キャンプ                                                      | おおばキャンプ村                                    | 楽曲「ときめく夏のメモリズム」初披露 この時点ではタイトル未定で、8月22日のデレク生誕祭にて正式タイトルが発表された |
| 7月12日         | トライアングル/ラストクエスチョン リリース記念インストアイベント         | HMV&BOOKS SHIBUYA                                   | |
| 7月22日         | 緊急クエスト！in オンライン                                              | 都内某所                                            | ダイキサウンド公式からのVimeo配信 ラストクエスチョン公式アカウントからのツイキャス配信                             |
| 8月14日         | The Grateful a MogAAAz&ラストクエスチョン 合同インストアイベント 1部     | ヴィレッジヴァンガード+PLUS(イオンレイクタウンmori) | トライアングル/ラストクエスチョンが対象商品                                                                        |
| 8月14日         | The Grateful a MogAAAz&ラストクエスチョン 合同インストアイベント 2部     | ヴィレッジヴァンガード+PLUS(イオンレイクタウンmori) | トライアングル/ラストクエスチョンが対象商品                                                                        |
| 2021年          |                                                                          |                                                     | |
| 1月4日          | オンラインチェキセッション                                               | 都内某所                                            | IDOL UNDERWORLD公式アカウントからのツイキャス配信                                                                  |
| 4月3日          | サワソニ49 2部                                                           | TimeOut Café & Diner                                | 楽曲「おっちょこちょい」初披露                                                                                     |
| 6月12日         | あさかつvol.10 -SAMURAI5周年！アユスク×ラスクエSP2マン-                  | 新宿SAMURAI                                         | I to U $CREAMing!!との2マンライブ あさかつコラボマスクカバー限定販売                                               |
| 10月7日         | サムライからの果たし状                                                   | 新宿SAMURAI                                         | 劇場版ゴキゲン帝国∞との2マンライブ 楽曲「Reonett」初披露                                                           |
| 2022年          |                                                                          |                                                     | |
| 1月4日          | 新宿SAMURAI新年会～コピーバンドしばりだよ～                              | 新宿SAMURAI                                         | now loadingsとして参加                                                                                             |
| 9月8日          | プレゼンス vol.9                                                         | タワーレコード渋谷店 5Fイベントスペース             | 限定シングルCD「最近旅の調子はどうだい？」販売開始                                                                 |
| 2023年          |                                                                          |                                                     | |
| 1月4日          | 新宿SAMURAI新年コピバン大会                                              | 新宿SAMURAI                                         | 桃井美鈴がマスゾーン(増zone)ex.jackson feat.Momoiに参加 桃井美鈴、月見むぎが#SAMURAIアイドルバンド部に参加         |
| 5月6日          | 「LAST」リリースイベント                                                 | タワーレコード渋谷店 5Fイベントスペース             | アルバム「LAST」予約販売、実際のリリースは5/17                                                                     |
| 5月17日         | 「LAST」リリースイベント                                                 | 新宿SAMURAI                                         | アルバム収録楽曲全部披露ライブ                                                                                     |
| 5月27日         | るなっち☆ほし 独立後初アルバム「音楽って最高！」発売記念リリースイベント | アミュプラザ博多 3F スタジオテラス                  | るなっち☆ほしとの合同リリースイベント                                                                              |
| 6月16日         | 「LAST」発売記念イベント                                                 | ヴィレッジヴァンガード+PLUS(イオンレイクタウンmori) | |
| 6月21日         | 「LAST」発売記念イベント                                                 | HMV&BOOKS SHIBUYA                                   | 桃井美鈴の喉が不調だったため、アルバム未収録曲であるmoonlightを披露                                                |

### メディア

#### インターネット配信番組
- 「ラストクエスチョンのちゃんねる」(通称ラスクエちゃん)番組制作はクイズLIVEチャンネル、月1回放送。2022年8月16日の#63～エンドロール～を持って定期放送を終了。
- 「ラストクエスチョンのばんぐみ。」(通称ラスばん)番組制作はクイズLIVEチャンネル、月1回放送。2016年12月19日の放送をもって終了。
- 「ラストクエスチョンのナゾトキ‣クエスト」放送局は下北FM。放送日時共に不定期。
- 「南波一海のアイドル三十六房」ゲスト出演。
- 「はらじゅく学園」(2019年6月30日、FRESH LIVE ブルー・ミュージックチャンネル). 桃井美鈴がゲスト出演。
- 「ラジオポワロ」(2020年3月19日、松戸・ラジオポワロ). 第383回にゲスト出演。
- 「ODAIBA RAINBOW STATION」 (2020年6月26日、2023年4月28日、ミュージックバード). 桃井美鈴、月見むぎがウィークリーパーソナリティとして出演。
- 「TOYCHARAPOP IN CNT FES.2021」(2021年6月12日、QJWeb). 桃井美鈴がダイの大冒険大好きアイドルとして出演。[88]

#### テレビ
- 今後爆売れしたら、前から知ってたよって自慢できるの集めてみた！[89](2016年9月19日、MBS). 1000年に1度の謎解きアイドルとして出演。[90]
- あさチャン! (2016年11月1日、TBS). 逃げるは恥だが役に立つ 新垣結衣&星野源"恋ダンス"人気の秘密特集にて、桃井美鈴の恋ダンス動画[91] が使われた。
- EXD44 (2017年9月24日、テレビ朝日). 桃井美鈴が企画「深夜にSNSで〇〇な人来て！と呼びかけたら...」の、地下アイドルをやっている人として出演。
- 超時空彩の国S.T.M (2018年11月14日、テレビ埼玉). 梅田彩佳のTOP OF THE WORLDにゲスト出演。

#### ラジオ
- オールナイトニッポン番組中CM (2017年9月25日-2017年9月29日、ニッポン放送). 桃井美鈴がCHEERZイベント[92] にて2位を獲得したため、ラストクエスチョンとしてオールナイトニッポン番組中CMに出演した。
- ギュウゾウとPinokkoの雷ヘッドライナー (2019年6月19日、2019年11月24日、RADIO BERRY FM栃木). 6月19日には桃井美鈴、月見むぎがゲスト出演した。11月24日には月見むぎがゲスト出演した。
- はみだし しゃべくりラジオ キックス (2020年6月25日、YBSラジオ). 桃井美鈴が電話出演した。
- 高橋慶とJ.KのラフMIX (2023年5月3日、2023年5月10日、練馬放送). 5月3日には桃井美鈴、月見むぎの2人、5月10日には桃井美鈴がゲスト出演した。
- ちんたくと鈴木めがねの楽屋バナシ (2023年6月15日、2023年6月22日、stand.fm). 桃井美鈴、月見むぎの2人が出演した。

#### 映画
- 「IDOL NEVER DiES」(2022年5月6日公開、ギュウ農シネマ). 月見むぎが出演した。

#### 印刷物
- MARQUEE vol.112 (2015年12月10日発売、マーキー・インコーポレイティド、星雲社). 桃井美鈴のインタビューが掲載。
- Zipper 2016 WINTER (2015年12月23日発売、祥伝社). 「パチパチズメイク完コピレシピ」にて、浅川琴音がモデル掲載。
- CHEERZ BOOK VOL.6 (2016年1月12日発売、フォッグ株式会社). 南杏果がグラビアページに、桃井美鈴・浅川琴音・安藤ひかるが皆勤賞アイドルに掲載。
- 日刊スポーツ朝刊 2016年5月16日 24面 文化・芸能欄 (2016年5月16日発売、日刊スポーツ新聞社). ヨコハマカワイイパーク カワイイステージのライブ記事が掲載。
- Rooftop 2016年6月号 (2016年6月1日発行、ロフトプロジェクト). インターネット上にも同記事が掲載。[93]
- honcierge 2016年7月号増刊 (2016年6月20日発売、東京カレンダー). 「アイドル19人が選ぶ、本当に好きなマンガ。」にて、桃井美鈴・浅川琴音が掲載。
- IDOL FILE Vol.2 (2017年2月17日発売、シンコーミュージック・エンタテイメント). 「IDOL GROUP TOKYO」にて、桃井美鈴・浅川琴音のインタビュー記事が掲載。また、「MY WARDROBE」にて、桃井美鈴・月見むぎの私服スナップが掲載。
- iSP×CHEERZ SPECIAL (Mar.2017) (2017年3月23日発行、アイドルスポット). 桃井美鈴のインタビュー記事が掲載。
- あきかるVol.19 (2017年5月1日、株式会社あきPro.). 浅川琴音が読者モデルとして掲載。
- 週刊アスキー秋葉原限定版 2017年7月号 (2017年6月30日、株式会社KADOKAWA). 浅川琴音が「今月のグルメ」の1ページにライターの渡辺りえと共に写っている。
- 別冊IDOL FILE SUPPIN (2018年3月9日、シンコーミュージック・エンタテイメント). 月見むぎがモデル掲載。
- CONTINUE Vol.54 (2018年7月20日、太田出版). 桃井美鈴が「アーリーミュージック列伝 DJ フクタケ presents TOYCHARA POP IN CNT FES.2018」にゲスト出演。
- 日刊スポーツ定期購読者版 2018年12月26日 21面 (2018年12月26日発売、日刊スポーツ新聞社). ニッカン4356情報コーナーに掲載。
- IDOL FILE Vol.13 NISHI NIPPON (2019年1月25日発売、シンコーミュージック・エンタテイメント). TOKYO IDOL QUEEN 2019に月見むぎがエントリーしている。
- みなとみらい線 日本大通り駅 ポスター掲出 (2019年4月29日～2019年5月5日). 5月11日のワンマンライブを宣伝するポスターが掲出された。
- IDOL FILE Vol.15 TOKYO (2019年5月31日発売、シンコーミュージック・エンタテイメント). 月見むぎがモデル掲載。
- EX大衆 DEC.2019 第15巻第12号 (2019年11月15日発売、双葉社). 「今考えるべき涼宮ハルヒの憂鬱シリーズ」にて、御坂しのぐのインタビュー記事が掲載。
- bounce 439 (2020年6月25日発行、タワーレコード株式会社). ZOKKON -candy floss pop suite- 第101回に掲載。[94]
- CONTINUE Vol.72 (2021年8月2日、太田出版). 桃井美鈴が「アーリーミュージック列伝 DJ フクタケ presents TOYCHARA POP IN CNT FES.2021」にゲスト出演。
- bounce 475 (2023年5月25日発行、タワーレコード株式会社). ZOKKON -candy floss pop suite- 第122回に掲載。[57]

#### インターネット記事
- EXCLUSIVE INTERVIEW WITH TOP THREE IN THE RANKING AT CHEERZ #6 : WHAT IS “KAWAII” CULTURE, NEW “YUME-KAWAII”, AND THE FUTURE OF IT(2015年12月7日、Tokyo Girls' Update). 桃井美鈴のインタビューが掲載[95]。
- ラストクエスチョン、1stアルバム『QUEST』をひっさげワンマン・ライヴのリヴェンジへ!(2015年12月23日、OTOTOY)[96]
- CHEERZネクストブレイクアイドル 浅川琴音さんインタビュー前編(2016年1月10日、エンタメウィーク). 浅川琴音のインタビューが掲載[97]。
- CHEERZネクストブレイクアイドル 浅川琴音さんインタビュー後編(2016年1月10日、エンタメウィーク). 浅川琴音のインタビューが掲載[98]。
- 【アイドル発見】人生は「クソゲー」じゃないッ！　勇者と戦士、僧侶、踊り子が魅せる「ＲＰＧ謎解きアイドル」が現れた！　東京　ラストクエスチョン（上）(2016年2月27日、産経ニュース)[99]
- EXCLUSIVE INTERVIEW WITH TOP THREE IN THE RANKING AT CHEERZ #7 : HOW CAN WE BECOME MORE WORLDWIDE IDOL?(2016年2月11日、Tokyo Girls' Update). 浅川琴音のインタビューが掲載[100]。
- CHEERZネクストブレイクアイドル 桃井美鈴さんインタビュー(2016年2月27日、エンタメウィーク). 桃井美鈴のインタビューが掲載[101]。
- 【アイドル発見】東京　ラストクエスチョン（下）個性が化学反応！　ご飯３杯でも超クビレ　お笑い芸人　現役東京六大学生　ＯＬ掛け持ち(2016年3月9日、産経ニュース)[102]
- CHEERZランキング上位入賞記念インタビュー Vol.08(2016年3月15日、音楽ナタリー). 安藤ひかるのインタビューが掲載[103]。
- CHEERZ INTERVIEW #8 : LEARN AND EXPERIENCE JAPANESE TRADITIONAL EVENT “SETSUBUN”!(2016年3月25日、Tokyo Girls' Update)[104]
- CHEERZネクストブレイクアイドル 南杏果さんインタビュー(2016年3月26日、エンタメウィーク). 南杏果のインタビューが掲載[105]。
- 115. 浅川琴音+十束おとは(アイドル)マンガで楽しむ異世界と日常（CHEERZ×honcierge インタビューVol.3 前編）(2016年6月7日、honcierge). 浅川琴音のインタビューが掲載[106]。
- 【ゆる推し！】不思議なミリョクの最年少♪「ラストクエスチョン」月見むぎ(2017年3月28日、ゆるよみ). 月見むぎのインタビューが掲載[107]。
- 【ゆる推し！】アンチを仲間に…魔物使いアイドル！？「ラストクエスチョン」瀬乃朋美(2017年4月3日、ゆるよみ). 瀬乃朋美のインタビューが掲載[108]。
- 【ゆる推し！】コスプレ好きのふわぷに女子?「ラストクエスチョン」中田灯里(2017年4月10日、ゆるよみ). 中田灯里のインタビューが掲載[109]。
- 東京・浅川琴音(2017年4月15日、 美少女×ROCK). 浅川琴音がモデルとして掲載[110]。
- 【ゆる推し！】ゲーム大好き、熱き戦士！「ラストクエスチョン」浅川琴音(2017年4月17日、ゆるよみ). 浅川琴音のインタビューが掲載[111]。
- 【ゆる推し！】“楽しい”を発信する勇者！「ラストクエスチョン」桃井美鈴(2017年4月24日、ゆるよみ). 桃井美鈴のインタビューが掲載[112]。
- 自主運営の2年間で得た最高の仲間と新たな冒険の真っ最中ーーラストクエスチョン全員インタヴュー(2018年2月8日、OTOTOY)[113]
- 地下アイドルの”ほんとう”桃井美鈴さん【RPI(ロールプレイングアイドル)ラストクエスチョン】にインタビュー！☆(2018年7月20日、シンデレラWEB)[114]
- 「ラストクエスチョン」19年抱負(2019年2月27日、日刊スポーツ)[115]
- 東京タワー新名所にラストクエスチョン(2019年3月26日、日刊スポーツ)[116]
- RPI(ロールプレイングアイドル）「ラストクエスチョン」が 11月23日（土）月見ル君想フにてワンマンライブ開催決定！(2019年11月5日、オリコンミュージックストア)[117]